# I Mille
I Mille sono la più nota delle formazioni garibaldine della campagna nell'Italia meridionale comandata da Giuseppe Garibaldi, durante la Spedizione dei Mille.
Furono il primo nucleo dell'Esercito meridionale, che conquistò il Regno delle Due Sicilie per unirlo al Regno di Sardegna, tramite annessione, mediante proclamazione del Regno d'Italia sotto la dinastia di Casa Savoia.

## Le condizioni per l’arruolamento dei volontari

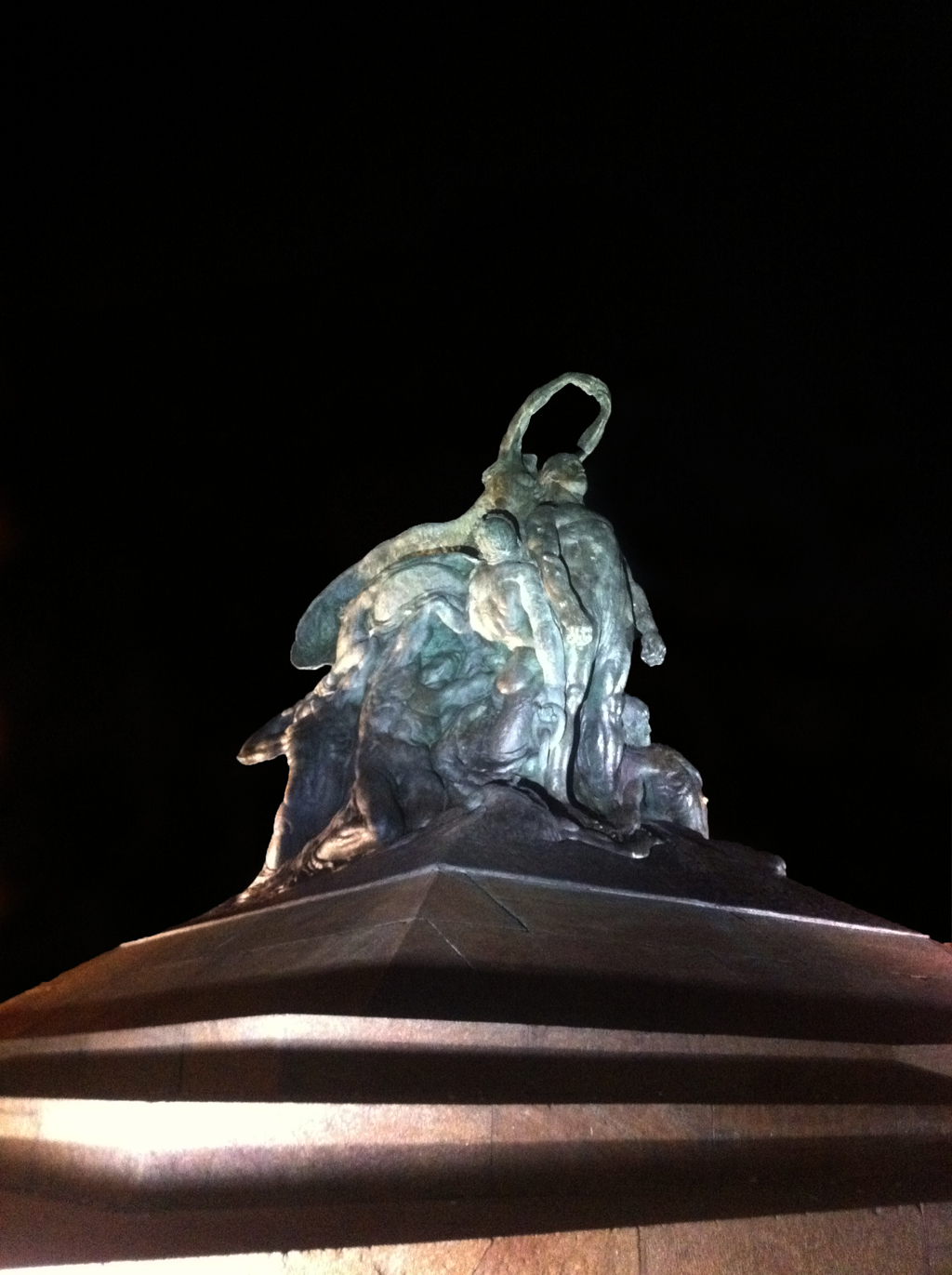
Monumento in onore a Garibaldi e alla sua Spedizione dei Mille presso Quarto dei Mille a Genova.

Quando a Garibaldi fu concesso di guidare la Spedizione, la condizione era che i volontari garibaldini non fossero militari del Regio Esercito, pertanto Garibaldi non poté reclutare coloro tra i Cacciatori delle Alpi che non erano stati congedati e che era confluiti nel 46º reggimento dall’ex commilitone garibaldino colonnello Sacchi, e neppure quelli del 45º reggimento come avrebbe desiderato, ad eccezione di alcuni ufficiali e militari che si unirono comunque ai Mille, tra i quali Giuseppe Bandi. Alcuni di essi dopo la conclusione della spedizione risposero dell'accusa di diserzione, insieme a quei giovani che ricevettero il precetto per il servizio di leva mentre erano con Garibaldi.  La disposizione di non reclutare militari sardi fu applicata dal Bertani anche nella formazione delle Spedizioni successive, per evitare o quanto meno limitare che i militari sardi disertassero per arruolarsi tra i garibaldini, anche se erano moltissimi i soldati e ufficiali sardi, pronti a disertare e sacrificare gradi e carriera, che si vedevano rifiutare la domanda di arruolamento garibaldino.

## Il numero dei “Mille”
Nel dicembre 1861 fu istituita una Commissione per redigere il primo elenco dei Mille che sbarcarono a Marsala l'11 maggio 1860. La Commissione era composta dai generali: Vincenzo Giordano Orsini, Francesco Stocco, Giovanni Acerbi, i colonnelli; Giuseppe Dezza, Guglielmo Cenni e Benedetto Cairoli, Giorgio Manin, i maggiori; Luigi Miceli, Antonio Della Palù, Giulio Emanuele De Cretsckmann, Francesco Raffaele Curzio e Davide Cesare Uziel, i capitani; Salvatore Calvino e Achille Argentino. La Commissione rilasciò delle autorizzazioni a fregiarsi della medaglia decretata dal Consiglio civico di Palermo il 21 giugno 1860 per gli sbarcati a Marsala. Un altro Giurì d'onore riesaminò i titoli dei componenti la spedizione e il Ministero della Guerra pubblicò un nuovo Elenco dei Mille di Marsala, nel bollettino n.21, nell'anno 1864, in base al quale furono concesse le pensioni "di guerra" ai volontari, aventi diritto ai sensi della legge 22 gennaio 1865, n.2119. Sulla base del secondo elenco fu redatto in modo definitivo il documento della Gazzetta ufficiale del Regno d'Italia del 12 novembre 1878.
Sulla base della documentazione disponibile gli storici hanno stimato il numero dei volontari partiti il 5 maggio 1860 da Genova in circa 1.150, dei quali 1.089 sarebbero sbarcati a Marsala, in quanto una sessantina erano stati destinati alla diversione dello Zambianchi e alcuni avevano lasciato la spedizione per contrasti politici (tra cui Brusco Onnis).
Va anche considerato che secondo quanto riportato in vari studi, durante la sosta a Talamone, Garibaldi scartò dagli effettivi un centinaio di volontari, non ritenuti idonei per vari motivi, che fecero quindi ritorno a Genova via Livorno (Supplemento al Movimento del 13 maggio 1860, La Spedizione Garibaldina); secondo tale dato il numero dei volontari dovrebbe pertanto essere diminuito, salvo eventuali rimpiazzi sul luogo. In effetti qualche maremmano si era unito alla spedizione e 4 o 5 bersaglieri di guarnigione si erano aggregati a Porto Santo Stefano nascondendosi nelle stive, anche se molti altri militari che avrebbero voluto unirsi alla spedizione furono respinti..
Occorre infine considerare che l’Esercito garibaldino, seppur ispirato alle norme del regolare Corpo dei Cacciatori delle Alpi, era composto di volontari organizzati autonomamente in maniera spesso improvvisata, pertanto le ricostruzioni da parte degli storici, basate solo su documenti, possono incontrare limiti, in quanto la formazione dei reparti e la loro consistenza erano variabili e non sempre documentate come in un esercito regolare, anche per mancanza di tempo e di personale dedicato. 

Dopo l’arrivo della Spedizione a Marsala il comitato patriottico di Palermo scriveva indicando in oltre 1.500 i volontari garibaldini sbarcati: 
(Storia popolare della rivoluzione di Sicilia e della impresa di Giuseppe Garibaldi – Franco Mistrali – pag. 88)
 E d’altro lato nel suo decreto il comandante borbonico della piazza di Palermo diminuiva ad 800 il numero degli sbarcati: 
(Storia popolare della rivoluzione di Sicilia e della impresa di Giuseppe Garibaldi – Franco Mistrali – pag. 89)
Lo storico Mario Menghini nella sua opera “La Spedizione garibaldina di Sicilia e di Napoli”, pubblicata nel 1907, riporta il testo di alcune lettere di partecipanti alla Spedizione, già pubblicate in altri giornali, dalle quali si desume che a Talamone i volontari inquadrati sarebbero stati oltre 1.500 (Lettera da campo di Talamone presso … del 7 maggio 1860), numero che viene confermato anche dopo lo sbarco in una successiva lettera del 12 maggio 1860, mentre in altra lettera pubblicata in “Unità Italiana” del 29 maggio 1860, si parla di 1.200 sbarcati.. 
Sul numero dei volontari partiti il giorno 9 da Talamone, Carlo Agrati cita che il Sylva li fa ammontare a 1.150, equipaggi compresi, (400 sul Piemonte e 750 sul Lombardo), mentre dall'archivio Cortes risulta che sul Lombardo i volontari imbarcati quel giorno erano 627, che sommati ai 400 del Piemonte darebbero il totale di 1.027 imbarcati, cifra che escludendo gli equipaggi, se corretta, sembra confermare quanto affermato dallo storico Mario Menghini sull'esclusione di 100 volontari per inidoneità o altri motivi. 
In effetti sul numero dei volontari effettivamente partiti da Genova, Talamone e poi sbarcati esistono anche altre diverse versioni di varie fonti, anche se non riconosciute (vedere:Il numero dei “Mille” e La partenza e la stampa internazionale).
Un’altra fonte di informazioni circa il numero di volontari imbarcati a Genova è desunta dai “Dispacci elettrici dell’Agenzia Stefani” pubblicati anche nella Gazzetta Ufficiale dell’epoca, e riportati anche dalla stampa internazionale.  Nella Gazzetta Ufficiale del 9 maggio 1860, dispaccio n. 419, Parigi 9 maggio sera, il giornale Morning Post riporta come positivo che Garibaldi si è imbarcato a Genova con 3.000 individui, mentre il dispaccio n. 420, Parigi 9 maggio (sera) – il giornale La Patrie scrive che, indipendentemente dal legno su cui si imbarcò Garibaldi, due altri vapori lasciarono Genova con 1.400 Cacciatori delle Alpi, romagnoli, lombardi e genovesi; e che altri quattro legni han dovuto da differenti punti raggiungere Garibaldi. “La spedizione (continua il giornale La Patrie) è organizzata su vasta scala: possiede armi, munizioni viveri, materiale per accampamento, mezzi per sostenere diversi mesi di lotta”. Le sottoscrizioni raccolte in Inghilterra e in Italia non essendo bastevoli a coprire le spese della spedizione, La Patrie domanda chi ha fornito il complemento del denaro necessario. 

Il dispaccio n° 421, Parigi, 10 maggio, mattino - Informazioni recano che Garibaldi ha con sé 24 cannoni. .
Nella Gazzetta Ufficiale del 19 maggio 1860 viene riportato il dispaccio telegrafico n° 453 del 18 maggio, nel quale si annuncia, tra l’altro, lo sbarco di ulteriori volontari “emigrati siciliani” presso Tre Fontane, senza indicarne la consistenza, né il numero o la nave che li trasportava.. 

Le notizie raccolte da varie fonti sul numero dei volontari sono pertanto diverse, anche se più volte le fonti citate indicano il numero dei volontari in circa 1.500, considerando la difficoltà di documentare una forza militare irregolare, che si formava rapidamente in semi clandestinità tollerata e il fatto che tale formazione armata doveva anche documentarsi in condizioni precarie, tutti i dati che si possono ricavare, anche con eventuali ragionevoli arrotondamenti, forse non renderanno mai il numero reale di quanti partirono allora e/o si unirono strada facendo alla spedizione. 

Si può ipotizzare che un ulteriore utile riscontro potrebbe essere fornito dal rinvenimento di eventuali “rapporti riservati”, che si presume sicuramente il Regno di Sardegna facesse redigere, in quanto non appare verosimile che Cavour non si preoccupasse di conoscere l’entità della spedizione, nella quale presumibilmente si arruolavano anche alcuni “cavourriani” per osservare dall’interno e riferire in caso di progetti contrari a quanto Cavour riteneva opportuno. Di tale fatto non c’è ovviamente prova, ma è più che logico che il grande statista avesse predisposto un sistema di monitoraggio e controllo, per evitare che la situazione potesse sfuggire di mano, sia militarmente, che politicamente, fatto questo comprovato dal blocco delle partenze per alcuni successivi sbarchi che i mazziniani avevano in mente di dirigere verso lo Stato Pontificio, prima con Medici e poi con Pianciani e Nicotera, spedizioni che vennero dirottate tutte verso la Sicilia, le ultime due anche in parte con l’uso della forza.

### Il numero totale dei garibaldini
Secondo lo storico Trevelyan al termine della campagna nel mese di novembre 1861 l’armata garibaldina avrebbe raggiunto il numero di 50.000 arruolati, di cui 7.000 garibaldini dislocati a presidio della Sicilia e 43.000 nel continente, di questi ultimi un buon numero furono gli arruolati nella fase finale e altri in fase di arruolamento. (vedere:  Gli sbarchi successivi al primo di Marsala)
Va osservato che nel numero di 50.000 garibaldini erano considerate anche le formazioni irregolari, nate ad opera di privati o varie milizie aggregate e parecchi garibaldini di comodo, che si arruolavano solo per ritirare il cibo e la paga e che Garibaldi commentava con queste parole: 
(Garibaldi and the making of Italy - Appendix J - pag. 343)
Il nucleo centrale delle forze garibaldine era costituito dagli oltre 20.000 settentrionali sbarcati con le spedizioni da Genova e Livorno, di cui circa la metà erano in ospedale oppure impiegati nelle guarnigioni e nei pattugliamenti nelle province occupate. 
Anche se le fonti forniscono numeri diversi si può ragionevolmente ritenere che alla battaglia del Volturno parteciparono oltre 20.000 garibaldini di cui la metà settentrionali e 28.000 soldati borbonici. 

Attualmente è in corso un’opera di classificazione e verifica del numero totale dei garibaldini a fine impresa, che potrebbe vedere aumentato il numero globale dei partecipanti alla spedizione finora stimato. (vedere:Il progetto alla ricerca dei garibaldini scomparsi)

### I garibaldini stranieri
L'Esercito meridionale comprendeva numerosi stranieri: la Legione ungherese, la Lègion de Flotte (francesi), la Legione Britannica, molti polacchi tra cui il generale Aleksander Milbitz, romeni e qualche belga. Gli ungheresi, inizialmente in 50 arrivarono a essere un folto gruppo di 500 volontari, raggruppati nella Brigata "Eber" comandata dal colonnello brigadiere Nándor Éber (1825-1885), corrispondente del quotidiano The Times con la cittadinanza inglese e del tenente colonnello Lajos Tüköry, che cadde a Palermo il 29 maggio 1860. Il generale Stefano Turr fu la personalità di maggior rilievo. Fu costituita anche una "Compagnia estera", formata dai soldati borbonici che avevano abbandonato Francesco II.

## I componenti

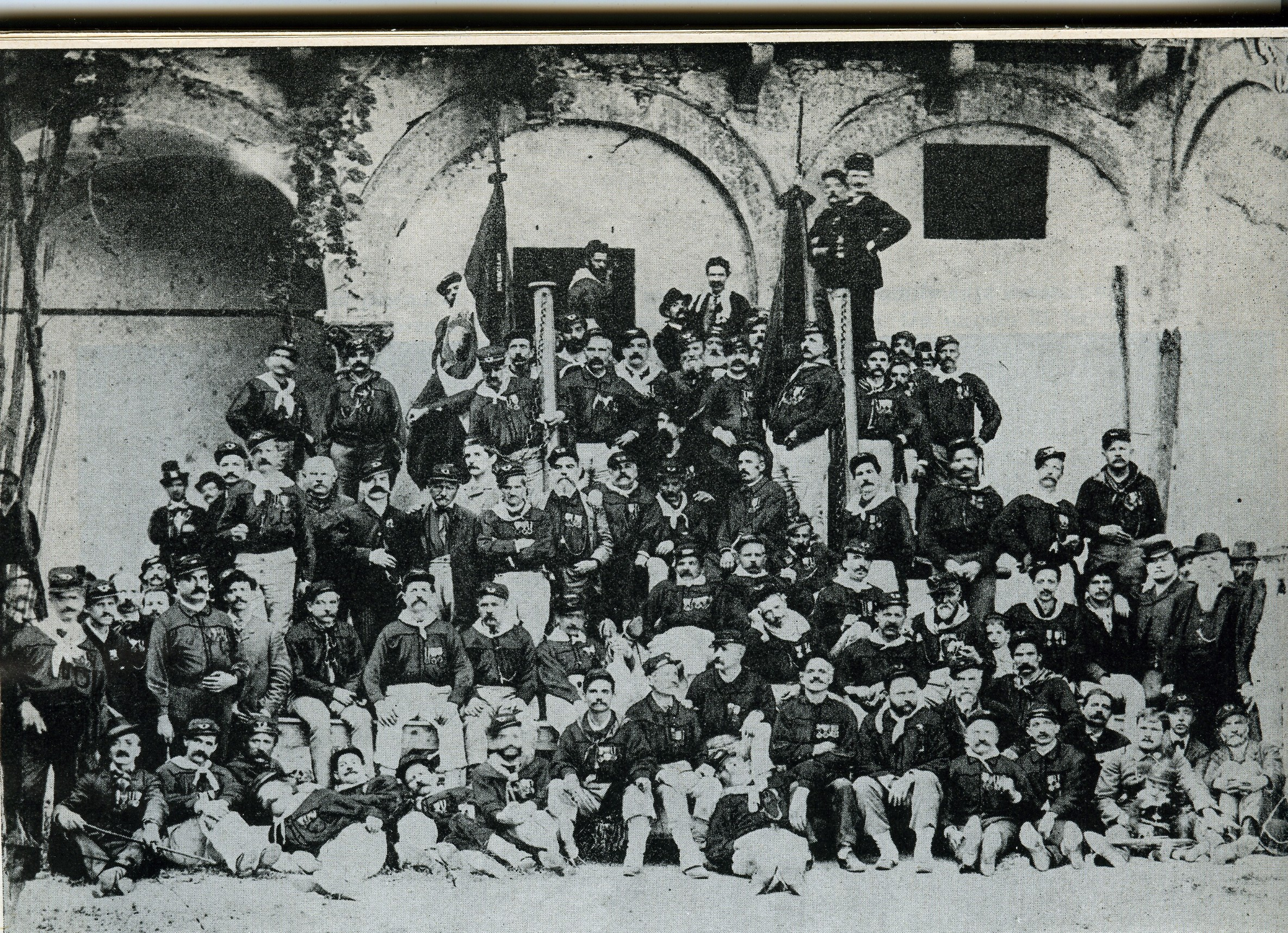
Garibaldini bresciani dei Mille

Circa un sesto dei partecipanti alla spedizione de i Mille proveniva dalla provincia di Bergamo, che, pertanto, può fregiarsi del titolo di provincia dei Garibaldini (dai memoriali di Guido Sylva, garibaldino e storico dei Mille, ferito a Calatafimi, pluridecorato, commissionario e già Ufficiale dell'Esercito Sabaudo). In base alla provenienza regionale, i Mille possono essere così suddivisi (totale 1126):
- Piemonte 29
- Circondario di Nizza 3
- Liguria 160
- Lombardia 437 (di cui 179 bergamaschi; 117 cremonesi; 63 bresciani; 33 mantovani)
- Trentino 10
- Alto Adige 1[26]
- Friuli 21
- Veneto 150
- Emilia e Romagna 39
- Toscana 82
- Marche 11
- Umbria 5
- Lazio 29
- Sardegna 51
- Abruzzo 1
- Campania 17
- Puglia 4
- Basilicata 1
- Calabria 21[27]
- Savoia 1
- Sicilia 42

I rimanenti erano nati all'estero, o di provenienza ignota, o stranieri. Il componente più giovane fu il veneto Giuseppe Marchetti, di Chioggia, che si imbarcò da Quarto dei Mille all'età di undici anni (ancora da compiere) assieme al padre Luigi. Il bergamasco Adolfo Biffi fu invece il più giovane a morire, ucciso nel primo assalto a Calatafimi ad appena 13 anni. Il componente della spedizione dei Mille più longevo è stato Giovanni Battista Egisto Sivelli, genovese, nato nel 1843 e morto a 91 anni nel 1934.

### I volontari siciliani e meridionali
Già con lo sbarco di Garibaldi a Marsala si unirono ai Mille circa 200 volontari siciliani. Erano già 500 nella battaglia di Calatafimi e alcune migliaia nella presa di Palermo. In Calabria a Lungro si unirono altre 500 unità con il generale Domenico Damis. Alla fine della campagna, tra siciliani, calabresi e meridionali in genere, si arrivò a circa 30.000 volontari nel cosiddetto Esercito meridionale di Garibaldi.

### I componenti stranieri

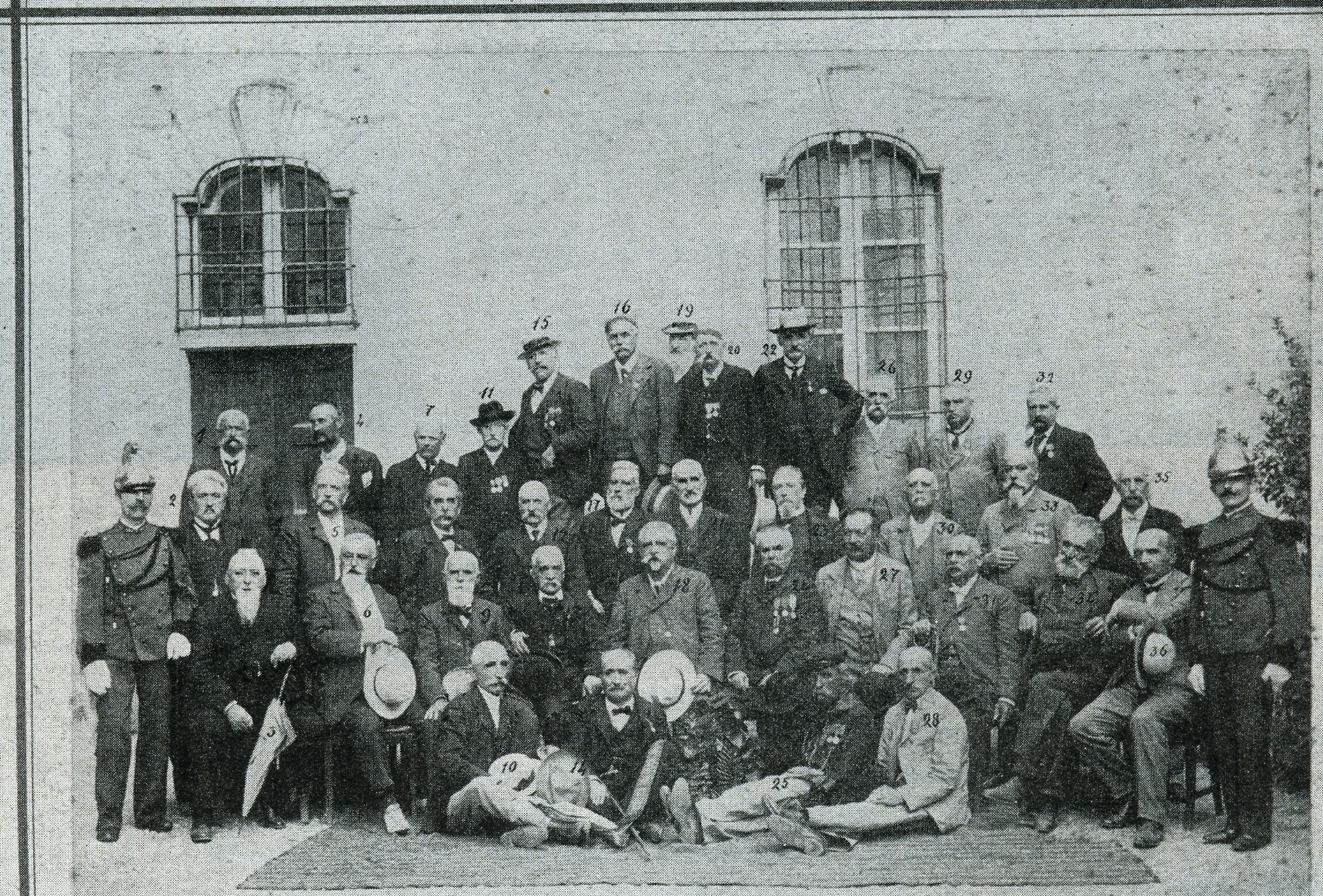
Pavia, 1904. I reduci dei Mille

Nei Mille non c'erano solo italiani, ma anche alcuni stranieri e italiani nati all'estero. Si segnalano un corso, un ticinese, un corfiota.
Ecco un estratto dall'elenco generale:
- Francesco Antonio Merigone (Gibilterra 18/4/1836), italiano, nato a Gibilterra.
- Francesco Bidischini (Smirne 28/9/1835), italiano, nato nell'odierna Turchia.
- Emanuele Berio detto Il Moro (Angola 1840 - Napoli 2/3/1861), nato in Angola, allora colonia portoghese, da padre italiano e madre angolana.
- Ernesto Benesch (Balschoru 1842), nato nell'odierna Repubblica Ceca.
- Natale Imperatori (Lugano 13/3/1830 - Lugano 30/6/1909), ticinese,  mercenario nell'esercito delle Due Sicilie per qualche anno, disertò per partecipare alla II guerra d'indipendenza e, imbacandosi poi con i Mille. Dopo l'impresa partecipò  a un fallito attentato a Napoleone III. Dopo essere stato scarcerato aprì una libreria a Lugano, punto di riferimento degli anarchici.
- Menotti Garibaldi (Mostardas 16/9/1840 - Velletri 22/8/1903), figlio di Giuseppe Garibaldi, nato in Brasile.
- Giuseppe Missori (Mosca, 11 giugno 1829 – Milano, 25 marzo 1911), italiano nato in Russia.
- Desiderato Pietri (Bastia - Calatafimi 15/3/1860) nato in Corsica (Francia), ma da tempo residente a Livorno, fu il primo caduto della spedizione, a Calatafimi.
- Carlo Podrecca (Cividale del Friuli, 18/9/1839 - Roma, 1916), friulano della Slavia friulana.
- Ludovico Sacchy (Sopron 13/9/1826), nato nell'odierna Ungheria.
- Stefano Türr (Baja 10/8/1825 - Budapest 3/5/1908) esule dall'Ungheria.
- Carlo Wagner (Meilen 15/8/1837 - Pittsburgh?) nato in Svizzera, poi emigrò negli Stati Uniti a fare il contadino.
- Lajos Tüköry (italianizzato Luigi Tukory) (Körösladány 9/9/1830 - Palermo 06/6/1860), esule dall'Ungheria, partecipò all'impresa come colonnello.
- Antonio Goldberg (forse Budapest 1826 - Sorrento o Salerno 1862), nato in Ungheria.
- Wilhelm Rüstow (Brandeburgo sulla Havel 1821 – Aussersihl 1878), prussiano naturalizzato svizzero[30]

## Ordine di battaglia

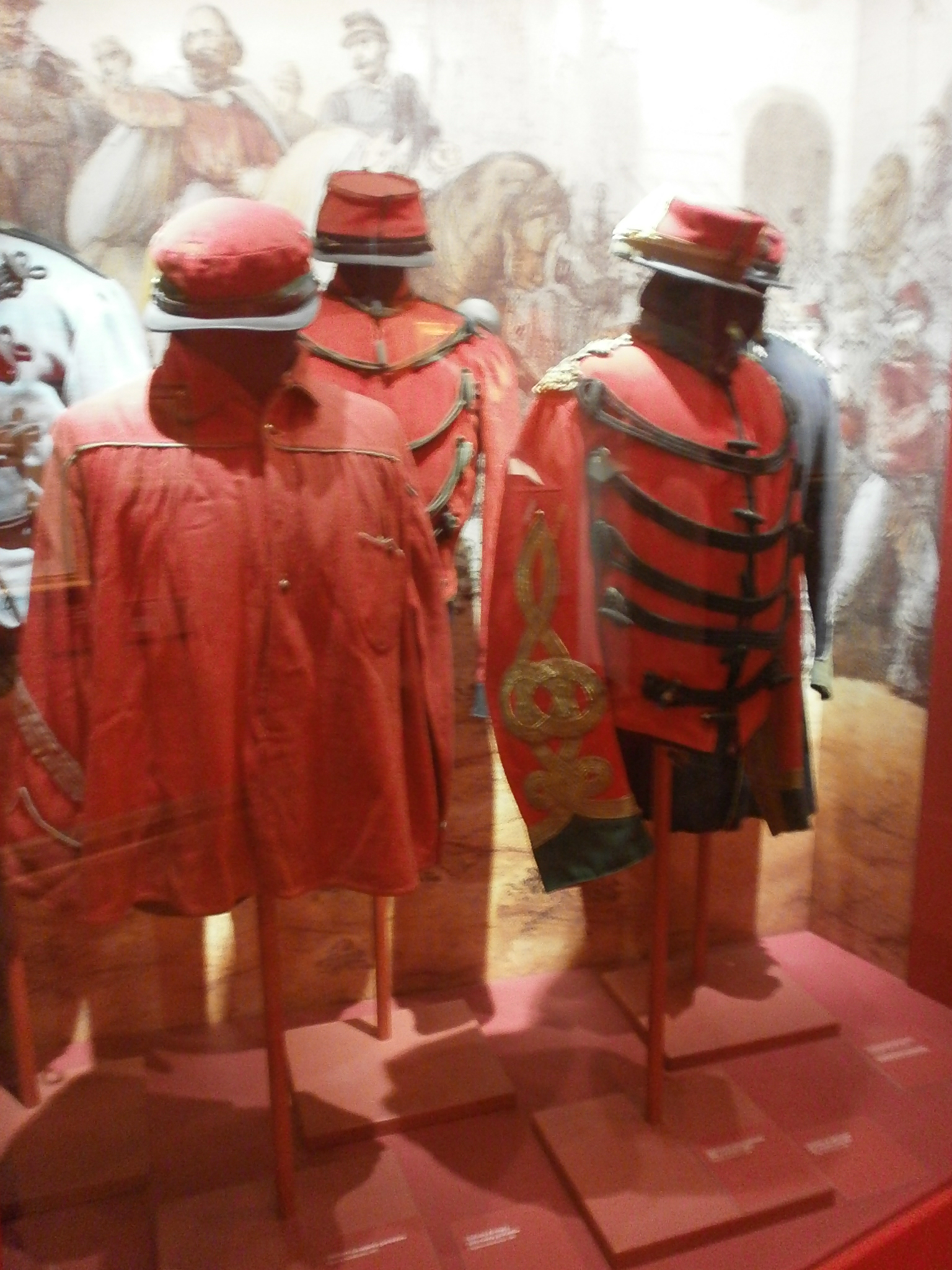
Divise garibaldine (Museo del Risorgimento di Milano)

Il contingente di volontari, battezzato "Cacciatori delle Alpi", venne così suddiviso da Garibaldi con il suo Ordine del giorno del 7 maggio, redatto a Talamone:
- Comandante: Giuseppe Garibaldi
- Segretario del Comandante: Giovanni Battista Basso
- Capo di Stato Maggiore: Giuseppe Sirtori
  - Ufficiali addetti: Francesco Crispi, Giorgio Manin, Salvatore Calvino, Achille Majocchi, Giacomo Griziotti, Giacinto Bruzzesi
- Primo Aiutante di campo: Stefano Turr
  - Aiutanti di campo: Guglielmo Cenni, Francesco Montanari, Giuseppe Bandi, Pietro Stagnetti
- Intendenza: Giovanni Acerbi, Paolo Bovi, Francesco Maestri, Carlo Rodi
- Corpo Sanitario: Pietro Antonio Ripari
- 1ª Compagnia (Gerolamo "Nino" Bixio)
- 2ª Compagnia (Vincenzo Giordano Orsini)
- 3ª Compagnia (Francesco Stocco)
- 4ª Compagnia (Giuseppe La Masa)
- 5ª Compagnia (Francesco Anfossi)
- 6ª Compagnia (Giacinto Carini)
- 7ª Compagnia (Benedetto Angelo Francesco Cairoli)
- Carabinieri genovesi (Antonio Mosto) accorpati alla 7ª compagnia

Imbarcazioni:
- Piroscafo "Piemonte". Comandante: Giuseppe Garibaldi; Pilota: Salvatore Castiglia
- Piroscafo "Lombardo". Comandante: Nino Bixio; Pilota: Augusto Elia

Numerose modifiche nei comandi vennero tuttavia attuate già durante la navigazione tra Talamone e Marsala ed immediatamente dopo lo sbarco, quando vennero anche formate tre nuove compagnie ed i Cacciatori delle Alpi furono riorganizzati su due battaglioni. L'effettivo ordine di battaglia della spedizione, una volta effettuato lo sbarco, era quindi il seguente:
- Comando e Stato maggiore: come sopra, con l'aggiunta del Comando del Genio (maggiore Minutilli)
- Guide[32] (Giuseppe Missori)
- Compagnia Carabinieri genovesi (Antonio Mosto)
- Compagnia marinai cannonieri[33] (Salvatore Castiglia)
- Artiglieria[34] (Vincenzo Giordano Orsini)
- 1º Battaglione (Gerolamo "Nino" Bixio)
  - 1ª Compagnia (Giuseppe Dezza)[35]
  - 2ª Compagnia (Antonio Forni)[36]
  - 3ª Compagnia (Francesco Sprovieri)[37]
  - 4ª Compagnia (Mario Palizzolo)[38]
- 2º Battaglione (Giacinto Carini)
  - 5ª Compagnia (Francesco Anfossi)[39]
  - 6ª Compagnia (Alessandro Ciaccio)[40]
  - 7ª Compagnia[41] (Benedetto Angelo Francesco Cairoli)
  - 8ª Compagnia[42] (Angelo Bassini)
  - 9ª compagnia[43] (Giacomo Griziotti)

## Elenco deimille[44]
Questo è l'elenco dei 1089 garibaldini che sbarcarono a Marsala l'11 maggio 1860 tratto da quello pubblicato sulla Gazzetta ufficiale del Regno d'Italia del 12 novembre 1878. Quando non disponibili informazioni più dettagliate, la professione e la residenza si riferiscono al momento della pubblicazione dell'elenco. Il manoscritto originale contenente l'elenco ufficiale de I Mille è conservato presso l'Archivio Centrale dello Stato che, nel 2011, ha per la prima volta concessa la pubblicazione anastatica sul volume "Due di Mille".

### A

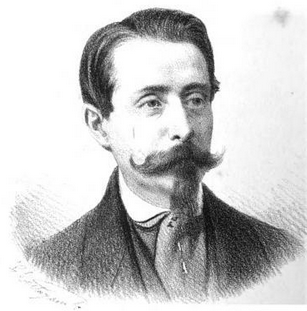
Giovanni Acerbi

1. Giuseppe Cesare Abba (Cairo Montenotte, 6 ottobre 1838 - Brescia, 6 novembre 1910), scrittore e il più conosciuto e celebrato tra i memorialisti che hanno scritto dell'impresa.
2. Giuseppe Abbagnale (Casola di Napoli, 25 novembre 1816 - Aversa, 13 febbraio 1869), falegname; partecipò all'impresa dopo aver scontato nove anni di reclusione nelle carceri borboniche per cospirazione.
3. Domenico Abbondanza (Genova, 18 luglio 1824 - Genova, 17 luglio 1901), negoziante.
4. Giovanni Acerbi (Castel Goffredo, 14 novembre 1825 - Firenze, 4 settembre 1869), cospiratore mazziniano, intendente generale della spedizione, deputato repubblicano; morì per un incidente in carrozza.
5. Carlo Adamoli (Milano, 22 marzo 1842 - Milano, 14 agosto 1896)[46], residente a Melegnano, fittabile.
6. Isaia Luigi Agazzi (Bergamo, 10 dicembre 1838 - Bergamo, 9 gennaio 1917)[46], ufficiale dell'esercito.
7. Vincenzo Agri (Firenze, 15 aprile 1833); nella G.U. del 1878: "partecipò alla spedizione probabilmente sotto falso nome in quanto di egli non risulta nessun riscontro".
8. Giuseppe Ajello (Palermo, 1828 - Palermo, 9 dicembre 1869)[47].
9. Gerolamo Airenta (Rossiglione, 15 settembre 1842 - Piacenza, 22 dicembre 1875)[48], possidente; dopo un tentativo di suicidio morì in ospedale, in preda alla depressione.
10. Clemente Alberti (Carugate, 23 novembre 1835 - Monza, 24 dicembre 1924)[46], caffettiere residente a Monza, sottotenente dei volontari in ritiro.
11. Giuseppe Alessio, probabilmente partecipò sotto falso nome;  nella G.U. del 1878: “compreso nel Bollettino del 1861, ma non si hanno notizie ufficiali che lo confermino dei Mille”.
12. Benigno Alfieri (Bergamo, 7 marzo 1841 - Bergamo, 24 maggio 1908)[46], ramaio.
13. Abramo Isacco Alpron (Padova, 22 giugno 1834), negoziante.
14. Fermo Amati (Bergamo, 17 febbraio 1841 - Calatafimi, 1860), caduto nel primo scontro.
15. Giovanni Amistani (Brescia, 7 aprile 1831-Verona, 5 gennaio 1907), scrivano.
16. Domenico Andreetta (Portobuffolé, 6 febbraio 1838 - ivi, 12 novembre 1892), possidente.
17. Luigi Andreotti (San Terenzo, 20 febbraio 1829 - Lerici, 26 aprile 1871), marinaio.
18. Francesco Anfossi (Nizza, 1819 - Genova, 1890), militare; comandante di una delle compagnie, giunti a Palermo fu espulso dalla spedizione per codardia.
19. Federico Antonioli (Bergamo, 17 agosto 1839 - Calatafimi, 1860), sarto.
20. Giovanni Antonelli (Pedona, Camaiore, 13 dicembre 1820 – Lucca, 17 novembre 1885). Analfabeta e di spirito ribelle, inizialmente fu un bracciante, poi diventò anche soldato del Granducato di Toscana ma disertò e per questo motivo fu arrestato; tuttavia riuscì a fuggire. Morì a Lucca in condizioni di salute precarie.[49]
21. Stefano Antonelli (Saiano, 20 agosto 1841 - 24 aprile 1867). Di professione panettiere partecipò nel 1860 alla spedizione dei Mille combattendo valorosamente come soldato semplice nella 4ª compagnia di Giuseppe La Masa a Calatafimi.
22. Alessandro Antongini (Milano, 1842 – 1870), appartenente alla famiglia di imprenditori tessili che aveva fondato la Manifattura Lane Borgosesia e che aveva dato un importante contributo economico all'impresa. Non si riprese mai completamente dalle ferite ricevute e morì precocemente.
23. Carlo Antongini (Milano, 19 settembre 1836), fratello del precedente, fu figura di primo piano dell'imprenditoria lombarda.
24. Marco Antonini (San Daniele, 8 dicembre 1834), negoziante.
25. Febo Arcangeli (Sarnico, 3 gennaio 1839 – Genova, 7 dicembre 1906), partecipò, negli anni seguenti, alla spedizione in Polonia con Francesco Nullo; fu ferito e subì una dura carcerazione.
26. Isacco Arcangeli (Sarnico, 9 settembre 1838 - Grumello del Monte, 13 dicembre 1917), studente, poi fu un agiato farmacista.
27. Sante Luigi Arcari (Cremona, 17 luglio 1826 - Milano, 19 aprile 1871), possidente e musicista amatoriale.
28. Giovanni Maria Archetti (Iseo, 13 gennaio 1840 - 17 giugno 1912). Nato in una famiglia agiata, nel 1859, giovane studente in giurisprudenza a Pavia, seguì Garibaldi arruolandosi nei Cacciatori delle Alpi. Nel 1860 prese parte alla spedizione dei Mille come sergente della brigata Eber, poi fu promosso per merito tenente. Arruolatosi volontario nell'esercito regio, con esso, nel 1866, prese parte alla terza guerra di indipendenza nel corpo d'armata del generale Cialdini.
29. Rinaldo Arconati (Milano, 27 luglio 1845), studente, poi avvocato.
30. Ulisse Aretoca (forse nome sbagliato), vero nome Rebua Ulisse.
31. Achille Argentino (Sant'Angelo dei Lombardi, 1º dicembre 1821 – Nizza di Sicilia, 8 gennaio 1903), ingegnere e direttore della Succursale del Banco di Napoli.
32. Giovanni Armanino (Genova, 13 marzo 1839), calzolaio.
33. Antonio Armani (Riva di Trento, 6 febbraio 1837).
34. Bartolomeo Armellini (Vittorio Veneto, 22 dicembre 1834), fruttivendolo.
35. Pietro Artifoni (Bergamo, 6 dicembre 1818 - Seriate, 1884), carrettiere; veterano che aveva partecipato anche  alla guerra di Crimea; era conosciuto per la sua mira infallibile.
36. Zelindo Ascani (Montepulciano, 24 maggio 1843), falegname.
37. Giovan Battista Pietro Asperti (Bergamo, 19 gennaio 1839 - Romano di Lombardia, 3 marzo, 1920), possidente, ferito a Palermo.
38. Vito Luigi Asperti (Bergamo, 1845 - 1908), possidente.
39. Angelo Astengo (Albissola, 20 settembre 1835), negoziante.
40. Felice Astori (San Pellegrino, 2 novembre 1827 - Bergamo, 1893), ferito a Calatafimi, medaglia d'argento, panettiere.
41. Adolfo Azzi (Trecenta, 25 agosto 1837 - Palermo, 4 luglio 1860).
42. Carlo Azzolini, compreso nel Bollettino del 1864 ma non si hanno notizie ufficiali che lo confermino dei Mille di Marsala.

### B
1. Luigi Giuseppe Bacchi (Parma, 11 settembre 1843), residente a Genova, operaio giornaliere.
2. Carlo Luigi Baderna (Piacenza, 17 agosto 1834), residente a Castel San Giovanni merciaio.
3. Alessandro Badaracchi (Marciano, 20 ottobre 1836), tenente nell'esercito.
4. Crescenzio Baiguera (Gardone Val Trompia, 6 settembre 1822 - Calatafimi, 1º giugno 1860)[50], trentottenne, di professione operaio. Ferito nella battaglia di Calatafimi, morì ad Alcamo dove fu sepolto.
5. Giuseppe Baice (Magrè di Schio, 7 settembre 1837 - ivi, 30 giugno 1867), morì pochi anni dopo di stenti e di tisi, senza essere potuto tornare a casa in Veneto.
6. Pietro Baiocchi (Atri, 17 maggio 1834 - Palermo, giugno 1860), morto per colpo d'arma da fuoco la conquista di Palermo.
7. Antonio Davide Balboni (Cremona, 21 febbraio 1831), barbiere.
8. Angelo Baldassarri (Sale Marasino, 9 marzo 1832 - Brescia, 25 marzo 1864).
9. Francesco Baldi (Pavia, 21 febbraio 1840), calzolaio.
10. Enrico Balicco (Bergamo, 15 settembre 1838 - Bergamo, 22 settembre 1861), stalliere.
11. Carlo Banchero (Genova, 6 marzo 1838 - 6 marzo 1868).
12. Emanuele Banchero (Savona, 14 ottobre 1840), emigrato a Patasso (Perù).
13. Giuseppe Bandi (Gavorrano, 15 luglio 1834 - Livorno, 1º luglio 1894), giornalista e memorialista della spedizione; residente a Livorno fu ucciso da un terrorista anarchico.
14. Tomaso Barabino (Genova, 20 dicembre 1834), portiere.
15. Gerolamo Baracchi (Brescia, 20 aprile 1831 - Palermo, 1860) morto a Palermo per le ferite. Caporale della 4ª compagnia dei Mille nel 1860, morì durante la presa di Palermo.
16. Luigi Andrea Baracchino (Livorno, 29 settembre 1835).
17. Giuseppe Baracco (Finalmarina, 8 ottobre 1843), capitano marittimo.
18. Oreste Baratieri (Condino, 12 novembre 1841 - Vipiteno, 8 aprile 1901), giunse a diventare generale nell'esercito (comandante in capo nella disastrosa Prima guerra d'Etiopia) e deputato al Parlamento.
19. Giovanni Barberi (Castelletto Ticino, 18 gennaio 1840), negoziante.
20. Enrico Barberis (Castelletto Ticino, 15 ottobre 1843), negoziante e possidente.
21. Alessandro Barbesi (Verona, 27 luglio 1825), albergatore.
22. Fortunato Bernardo Barbetti (Brescia, 20 gennaio 1827 - 18 aprile 1904). Reduce della prima guerra di indipendenza, nel 1860 fu con i Mille inquadrato nella 4ª compagnia.
23. Gerolamo Barbieri (Bussolengo, 7 giugno 1839), veterinario.
24. Innocente Barbieri (Brescia, 21 dicembre 1840 - Gavardo, 9 maggio 1922). Di professione orefice, prese parte alla campagna del 1859 con i Cacciatori delle Alpi di Garibaldi. Nel 1860 fu con i Mille come soldato della 4ª compagnia distinguendosi nella battaglia di Villa Gualtieri. Fu promosso per merito al grado di sottotenente.
25. Giuseppe Barboglio (Brescia, 3 settembre 1838 - Camignone di Passirano, 20 settembre 1919).
26. Giuseppe Baroni (Bergamo, 29 agosto 1825).
27. Stefano Baruffi (Vignate, 24 dicembre 1834), commerciante.
28. Tranquillino Baruffaldi, (Barzio, 12 luglio 1839), residente a Milano.
29. Enrico Napoleone Bassani (Ponte San Pietro, 8 maggio 1836 - Corbetta, 1900), ufficiale in riforma del regio esercito.
30. Giuseppe Antonio Bassani (Chiari, 26 giugno 1838 - 15 marzo 1903). Di professione domestico si arruolò volontario tra i Mille. Combatté a Calatafimi e nella battaglia del Volturno come sergente della 18ª Divisione e fu decorato per valore della medaglia d'argento per la presa di Maddaloni.
31. Angelo Bassini (Pavia, 29 luglio 1815 - 1889), cui fu affidato il comando dell'VIII Compagnia (detta "di ferro") costituita di soli bergamaschi; passò nell'Esercito regio dopo giunse al grado di tenente colonnello.
32. Giovanni Battista Basso (Nizza, 11 dicembre 1824 - 19 gennaio 1884), collaboratore di fiducia e segretario di Garibaldi che seguì a Caprera.
33. Luigi Bay (Lodi, 31 maggio 1845), residente a Piacenza
34. Domenico Bazzano (Palermo, 13 settembre 1827), portiere.
35. Pietro Beccarelli (Porta al Borgo (Pistoia), 1822 - 14 agosto 1871)
36. Domenico Lorenzo Beccario (Genova – Palermo, 1860)
37. Alessandro Beffagna (Padova, 5 novembre 1835), residente a Genova, negoziante.
38. Angelo Bellagamba (Genova, 3 febbraio 1843 - 12 marzo 1870), marinaio.
39. Giuseppe Bellandi (Brescia, 16 dicembre 1833 - 15 novembre 1910).
40. Francesco Bellantonio (Reggio Calabria, 15 giugno 1822 - 21 giugno 1900), fornaio, detenuto politico nelle galere borboniche; dopo la campagna residente a Napoli, commesso presso la questura di Napoli.[51]
41. Giuseppe Nicolò Belleno (Genova – Calatafimi, 1860), inquadrato nei Carabinieri genovesi; morto al primo scontro.
42. Antonio Bellini (Verona, 7 luglio 1835, residente a Bovolone commerciante.
43. Luigi Bellesia (Genova, 1837), impiegato.
44. Aurelio Bellisomi (Milano, 25 aprile 1836- Bergamo, 1904)), dopo le guerre garibaldine fu direttore della sede della Banca Nazionale a Messina.
45. Ernesto Belloni (Treviso, 24 marzo 1841 - Reggio Calabria, 21 agosto 1860) morto combattendo, ferito mortalmente all'inguine.
46. Gaetano Benedini (Asola, 28 dicembre 1830 - Firenze, 31 maggio 1868), medico chirurgo.
47. Ernesto Benesch (Balschoru, Boemia, 1842), sottotenente della legione ausiliaria ungherese, nel marzo 1865 fu dispensato dal servizio per affari di famiglia, dietro sua domanda. Poi nel 1868 andò a vivere a Torino. Per questa causa non gli competé la pensione.
48. Giovan Battista Bensaia (Messina, 9 agosto 1825 - 1897), spedizioniere.[51]
49. Nicolò Bensaia (Messina, 1833 - Palermo, 14 ottobre 1874), fratello del precedente; morto in manicomio.
50. Raimondo Benvenuti (Orbetello, 15 dicembre 1842 - 1909), operaio.[51]
51. Bartolomeo Benvenuto (Genova, 21 marzo 1842 - 1901), parrucchiere.[51]
52. Giovanni Maria Berardi (Brescia, 17 dicembre 1840 -Bologna, 9 marzo 1879). Durante la spedizione dei Mille fu al seguito delle truppe come armaiolo.
53. Edoardo Beretta (Pavia, 1838 - ivi, 1870), possidente.
54. Giacomo Beretta (fu Giovanni), (Barzanò, 13 giugno 1838 - 1896), residente a Milano, impiegato privato.[51]
55. Germano Bergoncini (Livorno Vercellese, 9 aprile 1833 - 1912), possidente.[51]
56. Michele Berino (Barge, 6 settembre 1840, Pinerolo 1917), panettiere.
57. Emanuele Berio (detto "Il Moro") (Angola, 1840 - Napoli, 2 marzo 1861), morto nello Ospedale dei Santi Apostoli a causa delle ferite.
58. Giovanni Cristiano Bernar (Treviso, 30 marzo 1833 - 1892), già segretario della società del Tiro provinciale, ufficiale postale.[51]
59. Lucio Marco Bertacchi (Bergamo, 14 gennaio 1837), scrivano.
60. Ernesto Berthè (fu Giuseppe) (Lecco, 8 luglio 1832), residente a Modena.
61. Arturo Berti (Pistoia), (?? 1845) residente a Pistoia, un bambino che era scappato da casa per combattere.
62. Enrico Berti (Vicenza, 29 febbraio 1826 - Cagliari, 5 aprile 1861)
63. Giuseppe Bertini (morto a Livorno nel 1861)
64. Giovanni Battista Giuseppe Bertolotto (Genova, 2 dicembre 1840 - ivi, 16 aprile 1871)
65. Giovanni Battista Bertossi (Pordenone, 9 marzo 1840 - Varazze, 1865), studente; poi ingegnere; morì giovanissimo.
66. Giacomo Bettinelli (Bergamo, 12 luglio 1836), tenente nel 71º fanteria.
67. Faustino Bettoni (Mologno, 24 luglio 1831 - Casazza, 20 settembre 1903), residente a Molini di Colognola, farmacista. Targa commemorativa in memoria di Faustino Bettoni

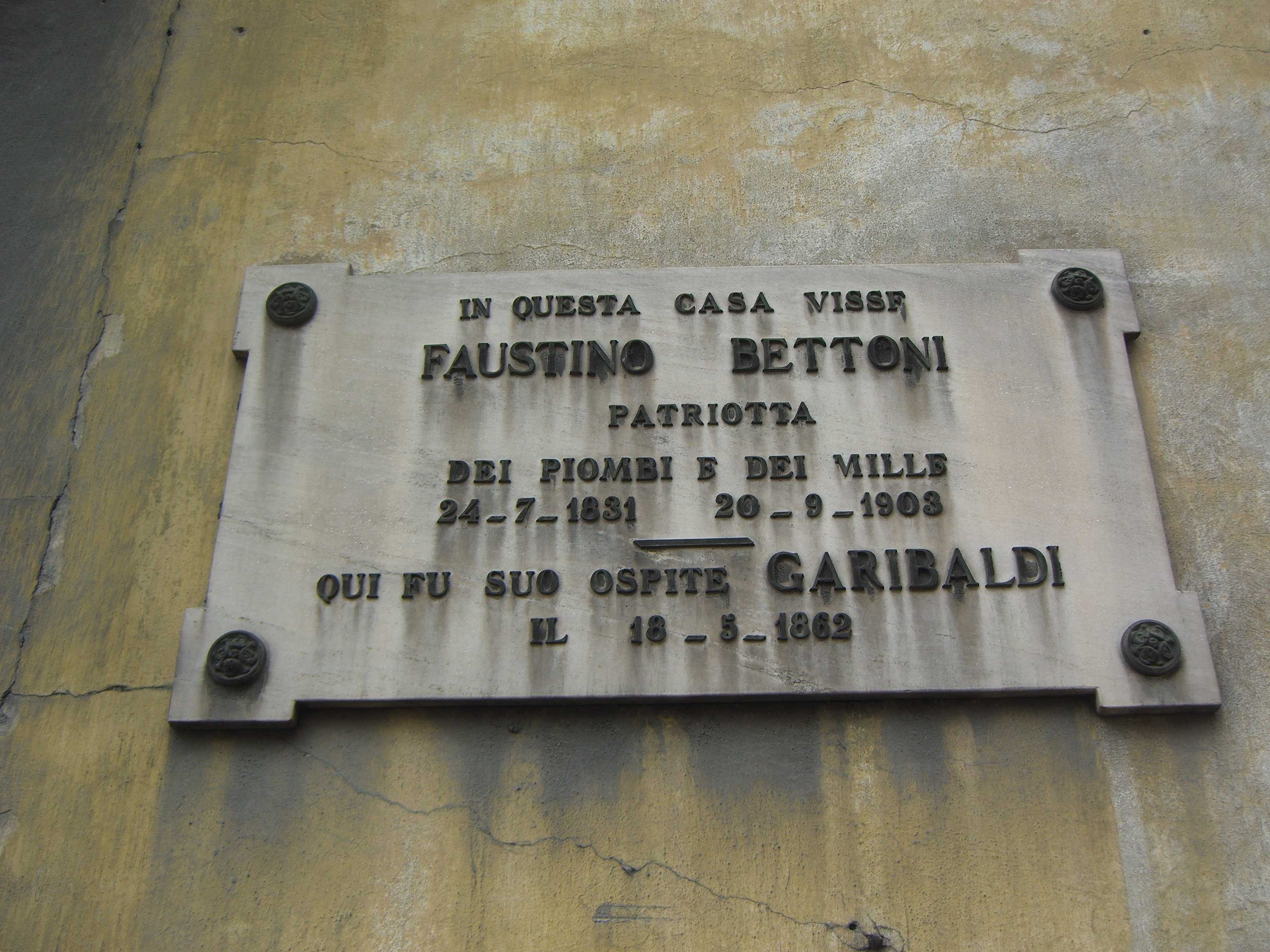
Targa commemorativa in memoria di Faustino Bettoni

68. Alessandro Bevilacqua (Ancona, 10 settembre 1824), calzolaio.
69. Ergisto Bezzi (Cusiano, 16 gennaio 1835 - Torino, 3 agosto 1920), commerciante.
70. Achille Maria Bianchi (Bergamo, 12 novembre 1841), tenente del 43º fanteria.
71. Angelo Bianchi (Milano, 7 maggio 1837), commerciante.
72. Ferdinando Bianchi (Bianchi, 3 marzo 1797 - Napoli, 7 gennaio 1866), sacerdote, detenuto politico nelle carceri borboniche; fu vittima di un misterioso omicidio.
73. Ferdinando Martino Bianchi (Bergamo, 4 febbraio 1838), impiegato al Montefrumentario.
74. Gerolamo Bianchi (fu Felice) (Caronno Ghiringhello (ora Varesino), 5 giugno 1841 - Palermo, 30 maggio 1860) morto alla presa di Palermo sulla piazza della Fieravecchia.
75. Luigi Bianchi (fu Francesco), (Cermenate, 20 aprile 1837), residente a Milano, sarto.
76. Luigi Pietro Bianchi (Pavia, 12 settembre 1841 - Calatafimi, 15 maggio 1860)
77. Massimo Bianchini (Livorno, 16 gennaio 1844), residente a Carrara, fornaio.
78. Francesco Bianco o Lo Bianco (Catania, 25 gennaio 1830 - 12 febbraio 1863), già brigadiere di P. S, morto a causa di un colpo di fucile fortuito.
79. Francesco Bidischini (Smirne, 28 settembre 1835), bersagliere a Talamone, disertò per imbarcarsi con il Mille; divenne cognato di Menotti Garibaldi.
80. Luigi Adolfo Biffi (Caprino Bergamasco, 24 maggio 1846 - Calatafimi, 1860), di anni 13[52].
81. Claudio Bignami (Pizzighettone, 3 marzo 1835)
82. Giovanni Battista Bisi (Legnago, 6 maggio 1832), tenente nelle RR. dogane.
83. Nino Bixio (Genova, 2 ottobre 1821 - Aceh, 16 dicembre 1873), durante la spedizione fu il braccio destro di Garibaldi; poi fu deputato al parlamento, tenente generale e capitano marittimo.
84. Lorenzo Boaretto, detto Bigoli (Bovolenta, 16 marzo 1836), negoziante.
85. Stefano Boasi (Genova, 4 marzo 1841), commerciante.
86. Dario Bodini (Parma, 20 marzo 1830 - ivi, 9 marzo 1867)
87. Ambrogio Boggiano (Genova, 31 agosto 1837 - Calatafimi, 15 maggio 1860)
88. Cesare Boldrini (Castel d'Ario, 29 giugno 1816 - Napoli, dicembre 1860), medico chirurgo, morto per ferite riportate in battaglia a Maddaloni il 1º ottobre 1860.
89. Giovanni Bolgia (Orbetello, 7 settembre 1840)
90. Luigi Bolis (Bergamo, 4 giugno 1841 - Figline Valdarno 13 marzo 1932), negoziante; fu uno dei più longevi tra i Mille.
91. Francesco Bollani (Carzago, 20 settembre 1840 - 23 novembre 1922). Volontario dei Mille nella 7ª compagnia prima, nella 15ª Divisione poi. Fu decorato al valor militare.
92. Luigi Bonacina (Martinengo[53], 13 giugno 1841[53] - Milano, 20 ottobre 1864), morto all'Ospedale Fate Bene Fratelli di Milano.
93. Giuseppe Bonafede (Gratteri, 19 marzo 1831), direttore del giardino di acclimatazione di Palermo.
94. Francesco Bonafini (Mantova, 11 ottobre 1830), impiegato di finanza.
95. Giacomo Bonanomi (fu Pietro), (Como, 2 febbraio 1842), ivi residente, notaio.
96. Ranieri Tertulliano Bonan (Livorno, 28 aprile 1815 - 19 novembre 1871), macchinista.
97. Carlo Bonardi (Iseo, 7 novembre 1837 - Calatafimi, 15 maggio 1860). Nato in una famiglia agiata e permeata dagli ideali del Risorgimento, era studente alla facoltà di giurisprudenza di Padova. Nella guerra del 1859 si arruolò volontario nei Cacciatori delle Alpi combattendo in Valtellina. Nel 1860 accorse all'impresa di Garibaldi nel meridione, ma cadde nella Battaglia di Calatafimi ed il suo corpo non venne mai più trovato.
98. Pasquale Bonduan (Mestre, 7 maggio 1840), scrivano privato.
99. Francesco Bonetti (Zogno, 11 giugno 1841), tenente nel 45º reggimento fanteria.
100. Fedele Boni (Modena, 24 aprile 1833), residente a Parma bracciante.
101. Francesco Alessandro Boni (Brescia, 3 ottobre 1841-Provezze, 29 luglio 1884). Di professione spedizioniere, nel 1860 corse tra i Mille come caporale furiere. Ferito gravemente durante la battaglia di Calatafimi fu posto in congedo. In seguito risultò residente a Provezze come segretario comunale.
102. Giacomo Bonino (Genova, 16 ottobre 1834 - 1º dicembre 1871), commesso
103. Eugenio Paolo Bonsignori (Montirone, 30 agosto 1826 - Milano, 21 aprile 1871). Di professione mediatore, nel 1859 fu tra i Cacciatori delle Alpi come furiere e fu ferito nella battaglia del 15 giugno a Virle-Treponti. Nella spedizione del 1860 fu incorporato nella 5ª compagnia come sottotenente, mentre nella guerra del 1866 in Trentino, vi partecipò come tenente del 7º reggimento del Corpo Volontari Italiani.
104. Carlo Bontempelli (Bergamo, 18 marzo 1832), cappellaio.
105. Giuseppe Rinaldo Buontempo (Orzinuovi, 10 agosto 1830 - Palermo, 1860). Emigrato in Piemonte nel 1848 per motivi politici, nel 1860 fu tra i Mille come soldato della 2ª compagnia. Fu ferito gravemente nella battaglia di Calatafimi, ma morì in combattimento nella presa di Palermo.
106. Luigi Buonvecchi (Treia, 8 novembre 1825 - ivi, 26 settembre 1861)
107. Giuseppe Borchetta (Mantova, 26 febbraio 1827 - 3 aprile 1892[54]), ingegnere.
108. Giovanni Bordini (Padova, 2 novembre 1828), residente a Bologna, tenente a riposo del Regio esercito.
109. Ercole Boretti (Pavia, 28 novembre 1836), impiegato municipale.
110. Ferdinando Borgognini (Firenze, 1838), calzolaio.
111. Carlo Pietro Borgomaineri (Milano, 1833 - Rio de Janeiro, 14 ottobre 1875), scrivano straordinario alla Cassa Depositi e Prestiti.
112. Antonio Borri (Roccastrada, 16 gennaio 1833), agricoltore.
113. Antonio Borso (Padova, 13 giugno 1818 - Torino, 2 aprile 1863), morto nell'Ospedale San Giovanni di Torino, cameriere.
114. Giovanni Battista Boschetti (Covo[53], 19 agosto 1842[53]), farmacista.
115. Carlo Bossi (fu Filippo) (Sant'Ambrogio Olona, 10 novembre 1840), ivi residente.
116. Salvatore Bottacci (Orbetello, 4 gennaio 1843), liquorista.
117. Cesare Bottagisi (Bergamo, 18 aprile 1831 - Calatafimi, 1860)
118. Luigi Enrico Bottagisi (Bergamo, 25 gennaio 1830), calzolaio.
119. Martiniano Bottagisi (Bergamo, 2 gennaio 1817), cameriere.
120. Giuseppe Ernesto Bottero (Genova, 3 dicembre 1832), commerciante.
121. Giovanni Botticelli (Salò, 13 gennaio 1834 - Palermo, 1860). Volontario nella guerra del 1859 con i Cacciatori delle Alpi, nel 1860 si arruolò tra i Mille. Morì in combattimento durante la presa di Palermo.
122. Giuseppe Girolamo Bottinelli (fu Gaetano) (Viggiù, 18 agosto 1831), ivi residente, marmista.
123. Vincenzo Bottone (Palermo, 24 dicembre 1838), sottotenente di vascello; dopo qualche tempo dell'impresa dei Mille si imbarcò e di lui non si seppe più nulla.
124. Paolo Bovi Campeggi (Bologna, 1814 - ivi, 28 settembre 1871), luogotenente generale.
125. Eligio Bozzani (Fontanellato, 11 febbraio 1839), proprietario.
126. Romeo Bozzetti (San Martino in Beliseto, 25 febbraio 1835), divenne colonnello dell'esercito regolare.
127. Giovanni Battista Bozzo (Genova, 9 marzo 1841), commerciante.
128. Candido Bozzola (Legnago, 16 luglio 1835), negoziante panettiere.
129. Ferdinando Braca (Montanara, ora Cadestefani, 26 febbraio 1835)
130. Gustavo Giuseppe Braccini (Livorno, 21 marzo 1836), muratore.
131. Amari Giuseppe Bracco (Palermo, 29 marzo 1829), agente di cambio.
132. Cesare Braico (Brindisi, 24 ottobre 1816 - Roma, 1887), di professione medico; dopo l'impresa fu deputato della I legislatura e poi Presidente del Consiglio Superiore di Sanità.
133. Prospero Brambilla (Bagnatica, 4 maggio 1839).
134. Pietro Giuseppe Bresciani (Adrara San Martino, 23 dicembre 1836), notaio.
135. Vincenzo Briasco (Genova, 22 settembre 1842), tipografo.
136. Giovanni Edoardo Brissolaro (Bergamo, 7 marzo 1841), agente di studio.
137. Giovanni Battista Brunialdi (Pojana Maggiore, 3 maggio 1839), residente a Torino, sellaio.
138. Pietro Bruntini (Bergamo, 14 marzo 1833 - Catanzaro, 6 ottobre 1860), ferito a Calatafimi e a Palermo, morto a Catanzaro a causa delle ferite, filatore.
139. Filippo Bruzzesi (Torrita, 1834), negoziante.
140. Giacinto Bruzzesi (Cerveteri, 13 dicembre 1822 - Milano, 25 maggio 1900), commerciante.
141. Pietro Bruzzesi (Civitavecchia, 15 ottobre 1832) residente a New York.
142. Emilio Buffa (Ovada, 18 novembre 1833 - Torino, 23 dicembre 1875), barbiere.
143. Jacopo Augusto Bulgheresi (Livorno, 20 giugno 1844), barbiere.
144. Luigi Bullo (Chioggia, 14 agosto 1829 - Venezia, 17 dicembre 1871)
145. Federico Buonvicini (Terranegra, 3 ottobre 1839), commissionario e mediatore.
146. Carlo Burattini (Ancona, 4 marzo 1827 - Camerano, 23 luglio 1870), capitano marittimo.
147. Antonio Burlando (Genova, 2 dicembre 1823 - 1895) proprietario. Statua ad Antonio Burlando, garibaldino della spedizione dei Mille - cimitero monumentale di Staglieno, Genova

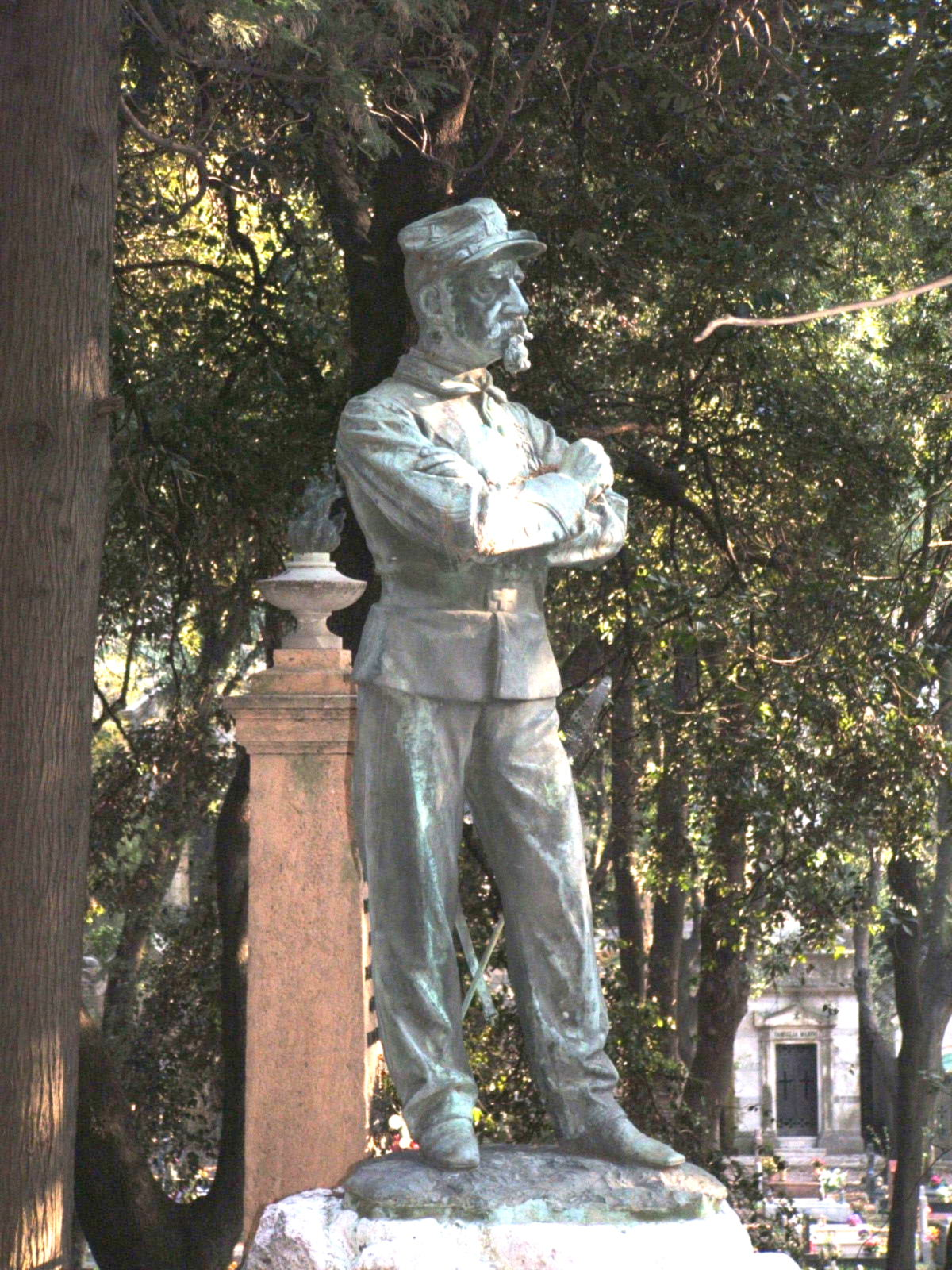
Statua ad Antonio Burlando, garibaldino della spedizione dei Mille - cimitero monumentale di Staglieno, Genova

148. Vincenzo Buscemi (Palermo, 21 maggio 1816)
149. Alessandro Butti (Bergamo, 23 febbraio 1844 - ivi, 8 giugno 1877), calzolaio.
150. Francesco Buttinoni (Treviglio[53], 16 giugno 1828[53]), residente a Isso, fittabile.
151. Emilio Buttironi (Suzzara, 17 marzo 1844), fotografo.
152. Antonio Butturini (Pescantina, 23 novembre 1826), residente a Verona, agente di farmacia.
153. Giovanni Buzzacchi (Medole, 15 ottobre 1836 - ivi, 21 gennaio 1900), medico e chirurgo, residente a Medole, lasciò momentaneamente gli studi universitari per partecipare alla spedizione dei Mille, combattendo e svolgendo l'attività di medico di campo.

### C

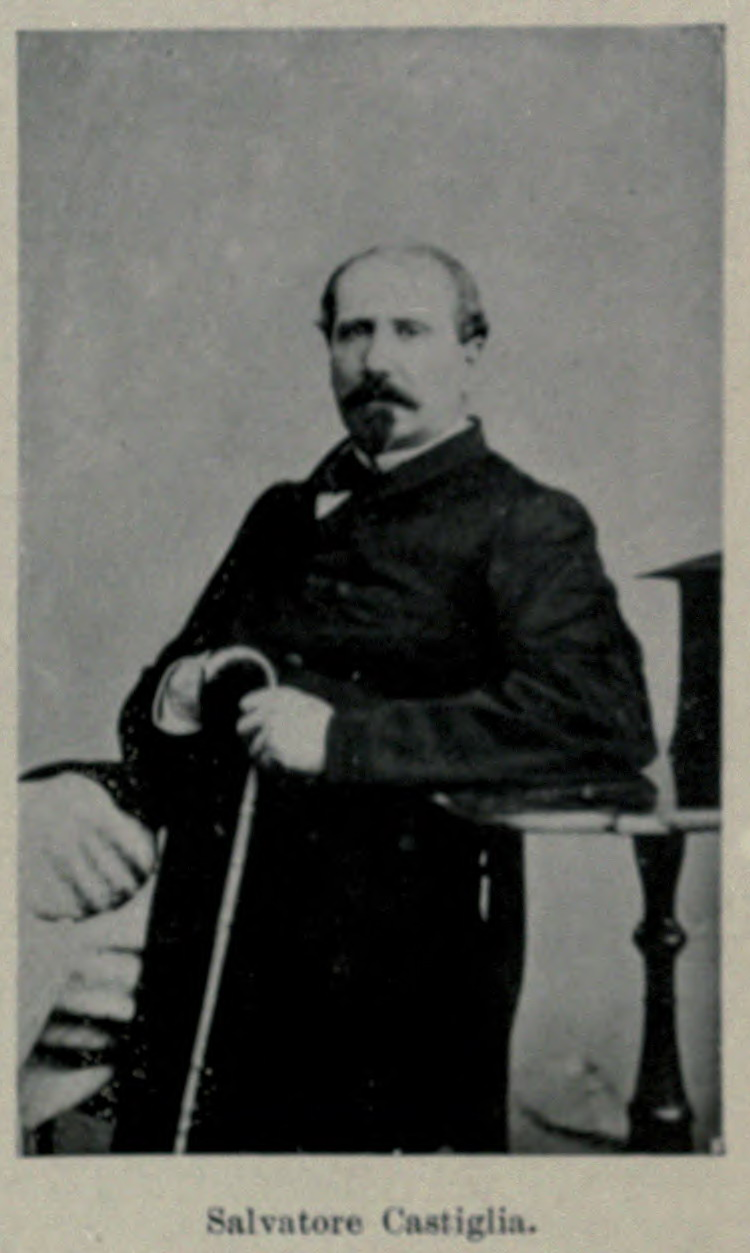
Salvatore Castiglia

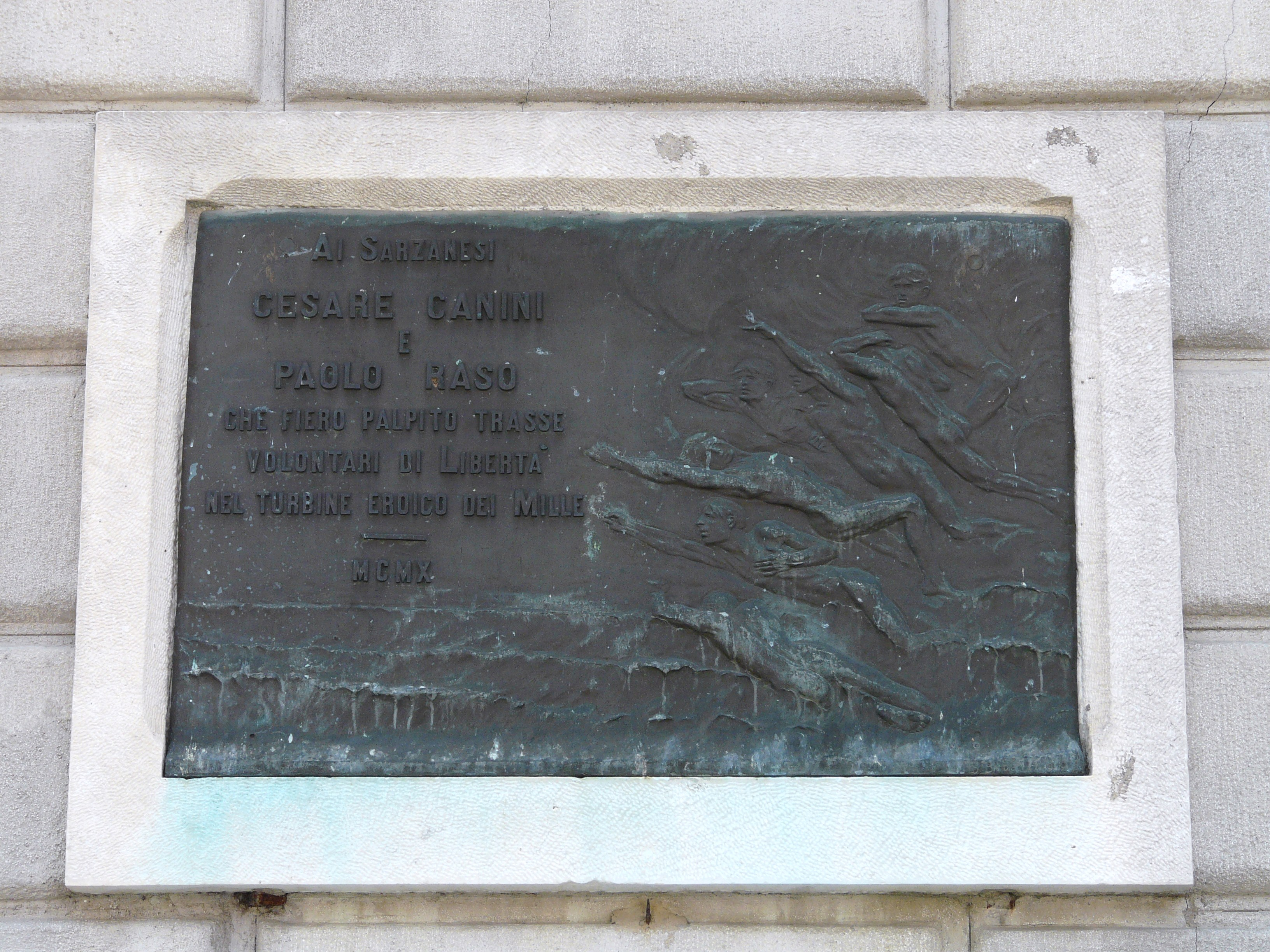
Targa ricordo dei sarzanesi Cesare Canini e Paolo Raso sulla facciata di Palazzo Roderio

1. Carlo Caccia (Monticelli d'Oglio, 15 dicembre 1838), ufficiale riformato del regio esercito.
2. Ercole Caccia (Bergamo, 12 agosto 1840 - ivi, 20 aprile 1861), scrivano.
3. Ferdinando Cadei (Caleppio, 23 marzo 1838 - Calatafimi, 15 maggio 1860), farmacista.
4. Francesco Cafferrata (Genova, 10 marzo 1839), imbiancatore.
5. Domenico Cagnetta (Pavia, 21 luglio 1841), possidente e negoziante di legnami.
6. Benedetto Angelo Cairoli (Pavia, 28 gennaio 1825 - Napoli, 8 agosto 1889), possidente, deputato al Parlamento e Primo Ministro
7. Carlo Benedetto Enrico Cairoli (Pavia, 21 febbraio 1840 - Villa Glori, 23 ottobre 1867) morto combattendo a Villa Glori.
8. Luigi Cairoli, (Pavia, 9 luglio 1838 - Napoli, 18 settembre 1860), militare
9. Pietro Calabresi (Carteno Breno, 4 agosto 1837)
10. Michelangelo Calafiore (Fiumara, 21 gennaio 1809 - ivi, 13 luglio 1861), ricevitore del lotto.
11. Giovanni Calcinardi (Brescia, 20 marzo 1833), residente in America, medico.
12. Ercole Enrico Calderini (Bergamo, 23 settembre 1833), impiegato di finanza.
13. Ignazio Calona (Palermo, 16 settembre 1795 - Moncalieri, 3 settembre 1864) colonnello nell'esercito.
14. Salvatore Calvino (Trapani, 25 dicembre 1820), segretario generale del Consiglio di Stato, già deputato al Parlamento.
15. Secondo Giovanni Calzoni (Bione, 17 giugno 1840 - Livorno, 3 giugno 1919), residente a Livorno, già sottotenente dei volontari.
16. Giovanni Battista Cambiaghi (Monza, 11 giugno 1838), commesso.
17. Biagio Cambiagio o Cambiaso (Genova, 19 dicembre 1838) residente a Rivarolo
18. Gaetano Cambiaso (Campomorone, 19 agosto 1840), residente a Verona, mediatore.
19. Giuseppe Camellini (Reggio Emilia, 3 aprile 1834), residente a Genova, sarto.
20. Venanzio Camici (Colle di Val d'Elsa, 22 dicembre 1835), residente a Poggibonsi, caffettiere.
21. Giuseppe Carlo Campagnuoli (Pavia, 6 novembre 1835), residente a Milano, impiegato al Monte di Pietà.
22. Antonio Campanella (Palermo, 28 febbraio 1823 - Arma di Taggia, 6 dicembre 1868), morto suicida.
23. Giovanni Campi (Monticelli d'Ongina, 8 settembre 1820), residente a Torino, musicante.
24. Achille Salvatore Campo (Palermo, 10 settembre 1833),capo macchinista del piroscafo "Piemonte".
25. Giuseppe Baldassarre Campo (Palermo, 23 settembre 1830), possidente.
26. Carlo Antonio Candiani (Milano, 23 luglio 1828)
27. Giuseppe Canepa (Genova, 12 gennaio 1834 - ivi, 22 gennaio 1876), sottotenente di fanteria.
28. Bartolomeo Canessa (Rapallo, 14 marzo 1839 Genova, 23 novembre 1890), residente a Genova, macchinista.[55]
29. Francesco Serafino Canetta (Oggebbio, 13 dicembre 1836), possidente.
30. Pietro Canfer, recte Pietro Canfori (Bergamo, 9 giugno 1839 – Brescia, 30 gennaio 1865), suonatore; rimase ucciso in un litigio per strada.
31. Cesare Canini (Sarzana, 30 marzo 1841) residente a Fosdinovo.
32. Gerolamo Cannoni (Grosseto, 27 febbraio 1842), residente a Roccalbegna, messo del collettore.
33. Angelo Maria Cantoni (Mezzano Rondani, 15 ottobre 1829 - Firenze 23 dicembre 1867), imbiancatore.
34. Lorenzo Cantoni (Parma, 10 agosto 1830), bracciante.
35. Stefano Canzio (Genova, 3 gennaio 1837 - 1909), direttore della Società enologica, deputato, sposò Teresa Garibaldi.
36. Giuseppe Maria Cappelletto (Venezia, 10 luglio 1810 - Brescia, 29 settembre 1861)
37. Giuseppe Capitanio (Bergamo, 18 giugno 1841 - ivi, 23 febbraio 1871), scrivano.
38. Giovanni Capurro (Genova, 28 dicembre 1840), proprietario di locanda.
39. Giovanni Battista Capurro (Genova, 12 aprile 1841), cospiratore repubblicano, dopo l'impresa entrò nell'esercito regolare e fece carriera fino al grado di generale.
40. Giuseppe Capuzzi (Bedizzole, 25 novembre 1825, residente a Brescia, segretario della Biblioteca.
41. Daniele Carabelli (Gallarate, 1º aprile 1839, residente a Milano, fu il trombettiere a Calatafimi, di mestiere argentiere.
42. Michele Caravaggi (Chiari, 11 luglio 1843 - Brescia, 1871), lavorante panattiere.
43. Lorenzo Carbonari (Ancona, 4 giugno 1823), marinaio, residente a Grottammare, inabile al lavoro per ferite riportate in guerra.
44. Raffaele Carbonari (Catanzaro, 21 novembre 1812, colonnello del R. esercito a riposo.
45. Francesco Carbone (Genova, 16 agosto 1840), capitano nel 17º fanteria.
46. Luigi Carbone (Sestri Ponente, 20 giugno 1837), mastro d’ascia.
47. Vincenzo Carbonelli (Secondigliano, 20 aprile 1822), residente a Genova, medico e deputato al Parlamento.
48. Natale Francesco Cardinale (Genova, 25 dicembre 1840), commesso.
49. Antonio Caretti (Milano, 1836 - Mentana, 1867), ufficiale della Guardia Nazionale di Teramo.
50. Gaetano Carini (Corteolona, 7 agosto 1832 - Bovino, 27 luglio 1861), capitano nell'esercito.
51. Giacinto Carini (Palermo, 1821- Roma, 1880)), generale dell'esercito in disponibilità e deputato al Parlamento.
52. Fedele Giuseppe Carini (Pavia, 24 febbraio 1842), tenente nel 27º fanteria.
53. Domenico Cariolato (Vicenza, 7 luglio 1836), possidente, capitano in pensione.
54. Francesco Carlutti (Palmanova, 1817 - Alba, 24 gennaio 1861), orefice
55. Agostino Giovanni Bernardo Carminati (Bergamo, 20 novembre 1837), già ufficiale di stato maggiore delle piazze in aspettativa, per ferite riportate in servizio.
56. Gaetano Caroti (Toscana), Ufficiale.
57. Francesco Carpaneto (Genova, 30 agosto 1837), commesso.
58. Antonio Pietro Giulio Carrara (Bergamo, 25 gennaio 1842), agente d'affari.
59. Cesare Carrara (Treviso, 11 novembre 1835) - Firenze, 20 febbraio 1877), scritturale.
60. Giuseppe Antonio Luigi Carrara (Bergamo, 1º gennaio 1838), calzolaio.
61. Giuseppe Sante Carrara (Bergamo, 28 marzo 1834), mediatore.
62. Filippo Cartagenova (Genova, giugno 1826) - Varazze, 11 febbraio 1871)
63. Antonio Casabona (Genova, 21 giugno 1838)
64. Enrico Raffaele Casaccia (Genova – Calatafimi, 15 maggio 1860)
65. Bartolomeo Emanuele Casaccia (Genova, 23 novembre 1829, commissionario.
66. Alessandro Casali (Pavia, 27 settembre 1837 - 4 settembre 1877), fittabile.
67. Enrico Casali (Pavia, 29 luglio 1839), agente d'affari.
68. Nicolò Casassa o Casazza o Casaccia (Isola del Cantone, 11 marzo 1839), residente a Buenos Aires, droghiere.
69. Alessandro Casiraghi (Milano, 25 settembre 1841), residente a Varese.
70. Francesco Tomaso Cassanello (Genova, 19 agosto 1842)
71. Pietro Castagna (Verona, 15 novembre 1838), possidente.
72. Domenico Castagnola (Genova, 7 marzo 1839), tappezziere.
73. Pasquale Natale Castagnoli (Livorno, 5 maggio 1842), falegname.
74. Guido Castaldelli (Massa Superiore, 30 maggio 1827)
75. Egisto Castellani (Milano, 7 dicembre 1843), telegrafista al servizio delle ferrovie dell'A. I.
76. Antonio Castellazzi  recte Castellàz (Gosaldo, 28 novembre 1840 - Venezia, 24 settembre 1878), dopo una vita turbolenta e vari periodi passati in prigione, si stabilì a Venezia; morto allo Ospedale Civile di Venezia, regio pensionato.
77. Francesco Maria Castellini (La Spezia, 11 novembre 1843), oste.
78. Salvatore Castiglia (Palermo, 10 marzo 1819), console generale di Italia a Odessa.
79. Cesare Castiglioni (fu Luca) (Tradate, 2 giugno 1841-Tradate, 21 aprile 1918[56][57]), residente in Milano e Tradate, possidente e imprenditore[57].Cesare Castiglioni di Tradate

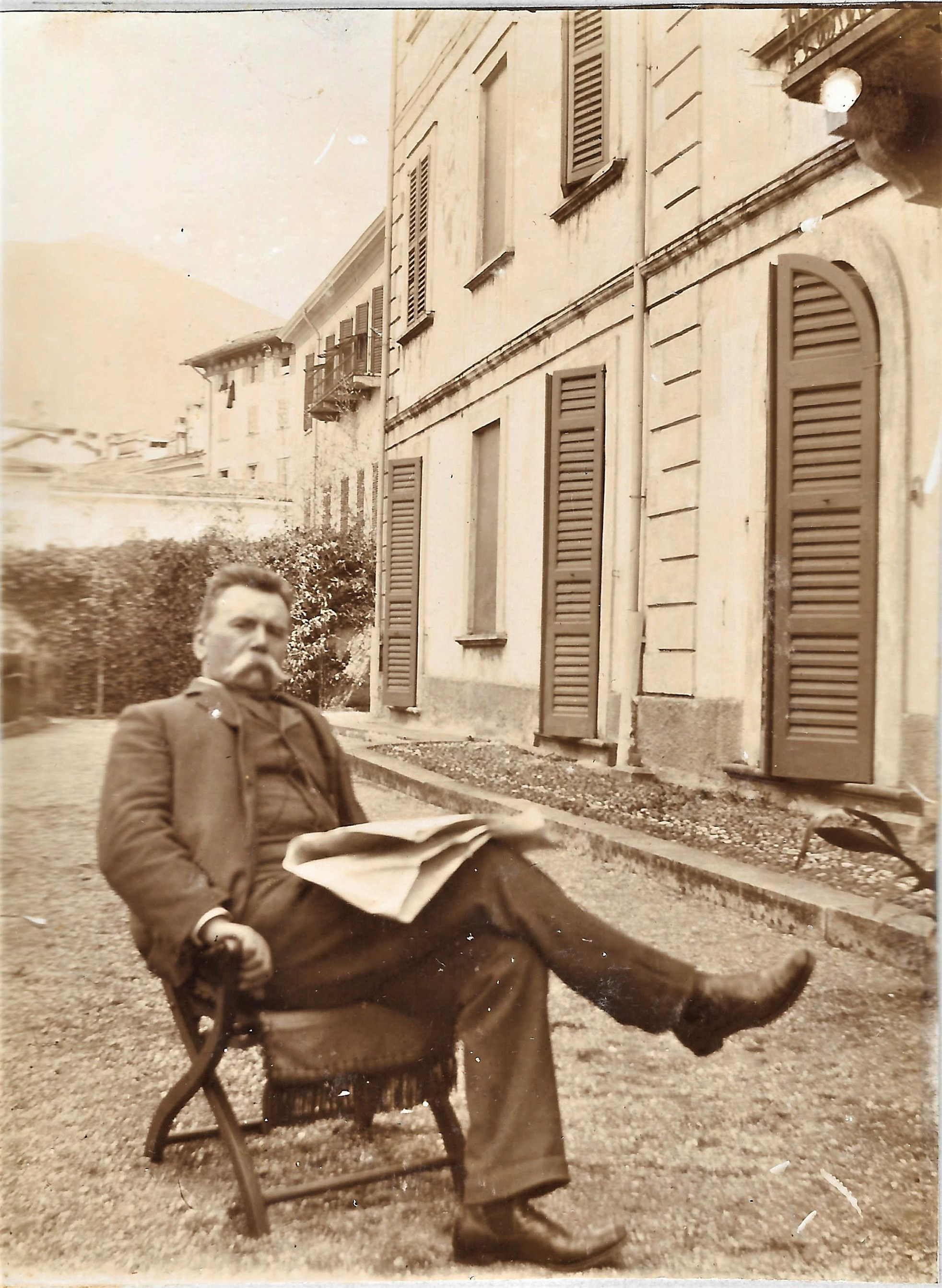
Cesare Castiglioni di Tradate

80. Gaetano Castion (Portogruaro, 24 settembre 1820), brigadiere.
81. Angelo Alessandro Cattaneo (Bergamo, 25 ottobre 1839 - Nizza, 5 marzo 1870), sottotenente di fanteria.
82. Angelo Giuseppe Cattaneo (Antegnate[53], 3 aprile 1842[53] - Tagliuno, 7 agosto 1867)
83. Bartolomeo Cattaneo (fu Francesco), (Gravedona, 19 ottobre 1847), residente a Milano, orefice.
84. Francesco Cattaneo (Novi Ligure, 17 ottobre 1835), negoziante.
85. Telesforo Cattoni (Tabellano, 1º luglio 1841 - Gazoldo, 14 ottobre 1861), dottore in legge.
86. Crispino Cavallini (Orbetello), fornaio; morì negli scontri di Palermo; a lungo il suo nome non fu incluso negli elenchi.
87. Gervaso Giuseppe Cavalleri (Milano, 19 giugno 1839), inverniciatore.
88. Luigi Cavalli (San Nazario, 7 aprile 1839), dottore in legge, possidente, deputato.
89. Vincenzo Ceccarelli (Roma, 27 maggio 1842), commesso viaggiatore.
90. Silvestro Cecchi (Livorno, 8 gennaio 1844), corallaio.
91. Giovanni Cei (Livorno, 1833 - ivi, 1868), facchino.
92. Giovanni Battista Cella (Udine, 5 settembre 1837 - Udine, 1879), avvocato; morto suicida.
93. Sante Cengiarotti (Caldiero di San Bonifacio, 11 ottobre 1834)
94. Guglielmo Cenni (Comacchio, 26 febbraio 1817), colonnello a riposo.
95. Achille Cepollini (Montecalvario-Napoli, 12 agosto 1817), militare, insegnante.
96. Celestino Cerea (Bergamo, 5 aprile 1840), vetturale.
97. Angelo Ceresetto (Genova - pressi del fiume Volturno, 1º ottobre 1860), morto combattendo sul Volturno il 1º ottobre 1860.
98. Carlo Ceribelli (Bergamo, 11 febbraio 1838), ufficiale in riforma del R. esercito.
99. Maria Stefano Cervetto (Genova, 17 maggio 1839), tenente nel 51º fanteria.
100. Bartolomeo Cevasco (Genova, 11 giugno 1817), fuochista sui vapori.
101. Pasquale Cherubini detto Luigi (Santo Stefano di Piovene, 11 aprile 1827 - Vicenza, 13 ottobre 1870)
102. Giuseppe Chiesa (Borgo Ticino, 30 gennaio 1839), appartenente alla leva del 1859, inscritto nella 9ª compagnia, 4º reggimento nella Brigata Piemonte, nel luglio 1861 denunciato disertore, condannato in contumacia, amnistiato nel 1872, cessò di essere iscritto nei ruoli dell'esercito.
103. Liberio Chiesa (Milano, 22 dicembre 1838), già maggiore dell'esercito in ritiro, amputato di una gamba, rimosso dal grado nel 1870 e escluso dall'ordine di fregiarsi la medaglia e di ricevere la pensione a causa della sua attiva partecipazione a manifestazioni antimonarchiche.
104. Vincenzo Chiossone (Messina, 2 maggio 1827 - 10 febbraio 1871), tenente nell'esercito.
105. Camillo Chizzolini (Campitello, 6 giugno 1836), possidente e medico.
106. Alessandro Ciaccio (Palermo, 29 ottobre 1818), possidente.
107. Ernesto Cicala (Genova, 19 settembre 1834), capitano nel 9º bersaglieri.
108. Marziano Ciotti (Gradisca, 13 agosto 1839), residente a Montereale Valcellina, commerciante.
109. Bonaventura Cipriani (Godega, 26 dicembre 1826)
110. Cesare Augusto Cipriani (Firenze, 6 novembre 1839), scritturale.
111. Stefano Cocchella (Genova, 26 maggio 1839)
112. Giuseppe Cocolo (Conegliano, 23 settembre 1840, morto a Milano nel 1861
113. Carlo Coelli (Castelleone, 13 settembre 1838), medico.
114. Guido Lorenzo Giovanni Battista Cogito (Acqui, 22 novembre 1841), parrucchiere.
115. Gaetano Coli o Colli (Budrio, 8 agosto 1835), esercente liquorista.
116. Antonio Colli.
117. Angelo Collini (Mantova, 1º settembre 1839), notaio.
118. Luigi Alberto Colombi (Misano di Gera d'Adda[53], 24 agosto 1839[53] - Crema, 1870), medico.
119. Donato Colombo (Ceva, 1838, residente a Trapani, professore nelle Regie scuole tecniche.
120. Gerolamo Colombo (Bergamo, 24 novembre 1840), parrucchiere.
121. Giovanni Battista Colpi (Padova, 20 giugno 1838), medico e possidente.
122. Cesare Comi (Trescorre, 11 marzo 1844), tenente nel 30º reggimento fanteria.
123. Bartolomeo Compiano (Genova, 7 novembre 1841)
124. Carlo Conti (Carvico, 14 marzo 1836), residente a Bergamo, scrivano.
125. Demetrio Conti (Loreto, 23 dicembre 1837), era un marinaio; dopo divenne regio impiegato nel Bagno penale.
126. Lino Conti (Brescia, 23 settembre 1825), commerciante.
127. Luigi Antonio Conti (fu Fermo) (Sondrio, 21 ottobre 1839), ivi residente, commesso di studio.
128. Silvio Contro (Cologna Veneta, 22 aprile 1841), capitano di fanteria.
129. Enrico Copello (Genova, 22 gennaio 1844, commerciante.
130. Giuseppe Copler (Tagliuno, 14 settembre 1829), mugnaio e poi burattinaio e suonatore ambulante.
131. Antonio Giuseppe Corbellini (Borgarello, 25 luglio 1843), fittabile e veterinario non esercente.
132. Marco Corona Marchi (Forno di Zoldo, 20 agosto 1827 - 20 marzo 1861), sarto e cocchiere.
133. Francesco Cortesi (Sala Baganza, 18 agosto 1833)
134. Francesco Corti (Bergamo, 8 febbraio 1841), filatore.
135. Valentino Cossio (Talmassons, 13 aprile 1843)
136. Marco Cossovich (Venezia, 28 gennaio 1824), regio pensionato.
137. Giacomo Costa (Rovereto, 23 luglio 1834), mugnaio.
138. Giuseppe Costa (Genova, 14 marzo 1840), cuoiaio.
139. Giuseppe Costa (Genova, 20 novembre 1827 - ivi, 17 agosto 1871), macchinista.
140. Massimiliano Costetti (Reggio Emilia, 15 settembre 1840), sarto.
141. Giovanni Paolo Cova (Milano, 18 marzo 1840)
142. Paolo Covini (Pavia, 26 maggio 1837), possidente e medico.
143. Giuseppe Romeo Covioli (Bergamo, 13 maggio 1839), stampatore.
144. Angelo Enrico Crema (Cremona, 17 marzo 1836 - ivi, 9 febbraio 1867).
145. Gio.Battista Crescini (Ludriano, 24 gennaio 1839), scrivano.
146. Rizzardo Paolo Crescini (Bergamo, 2 luglio 1841), tipografo.
147. Francesco Crispi (Ribera, 16 ottobre 1818), cospiratore, avvocato, deputato al Parlamento, Primo Ministro.
148. Cesare Cristiani (Livorno, 17 dicembre 1841), tipografo.
149. Giacomo Cristofoli (Clusone, 25 febbraio 1842), ragioniere e possidente.
150. Pietro Angelo Cristofoli (San Vito al Tagliamento, 16 luglio 1841), medico chirurgo.
151. Giovanni Battista Cruciani (Foligno, 4 gennaio 1842), disertore dell'esercito pontificio, fu con Garibaldi anche a Bezzecca e Monterotondo; poi fece il fabbricante di paste.
152. Francesco Luigi Cucchi (Bergamo, 17 dicembre 1834), con Francesco Nullo fu il principale artefice degli arruolamenti a Bergamo; gravemente ferito a Palermo; fu poi deputato al Parlamento.
153. Giovanni Curtolo (Feltre, 11 luglio 1839), scrivano privato.
154. Francesco Raffaele Curzio (Turi, 23 dicembre 1822 - Firenze, 7 febbraio 1901), avvocato.

### D
1. Luigi Daccò (Marcignago, 15 febbraio 1838), ingegnere e benestante, inscritto nella Tesoreria di Pavia.
2. Pietro Dagna (Pavia, 16 marzo 1842), subeconomo dei Benefizi vacanti.
3. Carlo Dall'Ara (Rovigo, 18 febbraio 1835), ufficiale provinciale.
4. Vincenzo Dalla Santa (Padova, 1º agosto 1827 - Bezzecca, 21 luglio 1861) agente privato.
5. Antonio Dalla Palù (Vicenza, 24 novembre 1824), ex-maggiore pensionato.
6. Luigi Enrico Dall'Ovo (Bergamo, 8 gennaio 1821), colonnello comandante il 12º fanteria.
7. Lipidio Damaso (Verona, 10 dicembre 1826 - Monza, 23 ottobre 1861)
8. Pietro Lorenzo Damele (Diano Castello, 13 aprile 1837), commissionario.
9. Giovanni Maria Damiani (Piacenza, 15 ottobre 1832), rappresentante l'Agenzia Stefani.
10. Domenico Damis (Lungro, 24 febbraio 1824), colonnello nell'esercito.
11. Giuseppe Dancona (Venezia, 29 dicembre 1838 - Villa San Giovanni, 1861)
12. Stefano Rocco Dapino (Genova, 21 febbraio 1841), già luogotenente nel 23º fanteria, negoziante.
13. Luigi De Amezzaga (Genova, 30 novembre 1833), già capitano infant. Marina.
14. Giuseppe Debiasi (Pugliola, 23 novembre 1828), marinaio.
15. Giacomo Deboni (Feltre - Pastrengo, 20 giugno 1871)
16. Giuseppe Francesco de Col (fu Felice) (Bellano, 11 agosto 1819), residente in Como, giornaliere.
17. Luigi De Col (Venezia, 12 dicembre 1838), regio pensionato.
18. Giovanni Defendi (Lurano[53], 3 ottobre 1834[53]), portinaio.
19. Carlo De Ferrari (Sestri Levante, 1º ottobre 1833), albergatore.
20. Lorenzo Del Campo (Genova, 1º dicembre 1835), pescivendolo.
21. Giuseppe Del Chicca (Bagni San Giuliano, 9 maggio 1842), funaiuolo.
22. Alessandro Del Fà (Livorno, 22 dicembre 1838)
23. Luca Giovanni Battista Delfino (Genova, 1807 - ivi, 20 febbraio 1865)
24. Andrea Della Casa o Della Casagrande (Genova, 26 luglio 1836), commerciante.
25. Giovanni Della Casa o Della Casagrande (Genova, 11 gennaio 1842), già sottotenente nel 59º fanteria.
26. Ignazio Della Cella (Genova, 30 luglio 1835 - 25 ottobre 1870)
27. Carlo Pompeo Della Torre (Milano, 13 agosto 1831), cameriere.
28. Ernesto Della Torre (Adro, 26 marzo 1844), già sottotenente nell'11º fanteria, commissionario.
29. Natale Cesare Della Vida (Livorno, 25 dicembre 1831), calzolaio.
30. Giovanni Battista Delle Piane (Genova, 25 giugno 1839)
31. Michele Del Mastro (Ortodonico, 6 marzo 1827 - Palermo, 1º giugno 1860)
32. Raffaele Francesco Paolo Del Mastro (Ortodonico, 9 maggio 1825), proprietario.
33. Giulio Giuseppe Delucchi (San Pier d'Arena, 7 novembre 1841), scrittore.
34. Luigi Delucchi (Montoggio, 1º luglio 1836)
35. Francesco De Maestri (Spotorno, 18 ottobre 1826 – Savona, marzo 1876), capitano dei veterani.
36. Bonaventura Domenico De Marchi (Malo, 21 febbraio 1831), farmacista.
37. Germano De Martini.
38. Tito De Micheli (Genova, 7 febbraio 1842), capitano nel 42º fanteria.
39. Giovanni Battista De Negri (Genova, 3 febbraio 1842), ivi residente.
40. Alberto De Nobili (Corfù, 12 maggio 1837 – Catanzaro, 5 novembre 1861), barone.
41. Nicola De Palma (Milazzo, 1812 – Torre del Greco, 6 luglio 1861)
42. Cesare De Paoli (Pozzoleone, 24 gennaio 1830), docente privato.
43. Luigi De Pasquali (Genova, 17 settembre 1823), marinaio.
44. Basilio Emilio Desiderati (Mantova, 1840 - Brescia, 8 gennaio 1861), panettiere.
45. Giovanni Antonio De Stefanis (Castellamonte, 18 luglio 1832), maggiore nell'esercito.[58]
46. Carlo De Vecchi (Copiano, 3 novembre 1842)
47. Rodolfo De Witt (Orbetello, 13 aprile 1841), scritturale.
48. Ippolito De Zorzi (Vittorio, 18 aprile 1839), possidente.
49. Giuseppe Dezza (Melegnano, 23 febbraio 1830), tenente generale, comandante la divisione di Milano, aiutante di campo onorario di S. M., e deputato al Parlamento.
50. Giuseppe Di Cristina (Palermo, 14 febbraio 1821 - Altarello di Baida, 18 agosto 1867)
51. Vincenzo Di Franco (Palermo, 4 febbraio 1819), impiegato al Genio militare.
52. Gio.Battista Di Giuseppe (Santa Margherita di Belice, 17 gennaio 1816), maggiore pensionato.
53. Giuseppe Dilani (Bergamo, 14 ottobre 1839 - Monte Suello, 4 luglio 1866), macellaio.
54. Eugenio Dionese (Vicenza, 15 ottobre 1837), già luogotenente.
55. Corrado Dodoli (Livorno, 14 aprile 1838), navicellaio; acceso repubblicano, dopo la spedizione subì un processo per un delitto politico; nel 1870 partecipò anche alla spedizione nei Vosgi.
56. Angelo Dolcini (Bergamo, 28 agosto 1838), falegname.
57. Angelo Enrico Donadoni (Bergamo, 12 giugno 1840), negoziante.
58. Angelo Donati (Padova, 2 ottobre 1843), industriante.
59. Carlo Donati (Treviglio[53], 1835[53] - Milano, 4 gennaio 1865)
60. Pietro Donegani (Brescia, 13 dicembre 1831), armaiolo.
61. Andrea Donelli (Castel Ponzone, 26 settembre 1829 - Milano, 15 maggio 1868)
62. Angelo Paolo Donizzetti (Ossanesga, 8 aprile 1843), fabbricante di organi.

### E
1. Augusto Elia (Ancona, 4 settembre 1829), tenente colonnello pensionato e deputato al Parlamento.
2. Enea Ellero (Pordenone, 9 settembre 1840), avvocato.
3. Filippo Erba (Milano, 3 febbraio 1834-Gorgonzola, 8 dicembre 1905) possidente.
4. Gaetano Angebrico Erede (Genova - Milazzo, 20 giugno 1860), studente, morto in battaglia.
5. Francesco Luigi Escoffié (Torino, 26 aprile 1837 - Calatafimi, 15 maggio 1860)
6. Giovanni Antonio Esposito Merli Deluviani (Treviglio[53], 9 luglio 1839[53]), scrivano.
7. Paolo Emilio Evangelisti (Genova, 17 gennaio 1840), commerciante.

### F
1. Luigi Fabio (Pavia, 26 gennaio 1836), già luogotenente di fanteria, impiegato al civico Spedale.
2. Eugenio Fabi (Ancona, 9 giugno 1838 – Ascoli Piceno, 3 giugno 1905), nostromo, il suo nome venne inserito nell’elenco dei Mille solo nel 1884.
3. Placido Fabris (Povegliano, 3 gennaio 1839), maggiore, possidente.
4. Onesto Faccini (Lerici, 10 luglio 1828), marinaio, poi calzolaio.
5. Baldassarre Faccioli (Montagnana, 5 agosto 1841 - Fiesso Umbertiano, 17 settembre 1866), dottore in matematica e luogotenente d'artiglieria.
6. Alessandro Antonio Fachetti (Bergamo, 12 aprile 1812), ferito a Calatafimi, possidente, già sottotenente dei veterani d'Asti in pensione.
7. Giovanni Battista Fachetti (Brescia, 4 giugno 1841), domestico.
8. Giuseppe Fanelli (Montecalvario, 15 ottobre 1827 - Napoli, 5 gennaio 1877) deputato, membro della I Internazionale, seguace di Bakunin.
9. Giovanni Battista Fantoni (Legnago, 4 giugno 1840), già sottotenente nel 35º fanteria, cassiere della Banca agricola di Piombino.
10. Antonio Fantuzzi (Pordenone, 5 maggio 1833 - Torino, 11 aprile 1865), barbiere.
11. Alfredo Fanucchi (Salviano - Capua, 1860)
12. Paolo Federico Fasce (Genova - Calatafimi, 15 maggio 1860).
13. Andrea Fasciolo (Genova, 31 maggio 1839), tenente di fanteria.
14. Alessandro Fasola (Novara, 28 febbraio 1799), capitano nel 1º reggimento del treno a riposo.
15. Antonio Fattori Biotton (Castello Ticino, 18 marzo 1826)
16. Giuseppe Fattori (Ostiano, 2 luglio 1839)
17. Giovanni Marsilio Feriti (Brescia, 3 ottobre 1841 - 28 gennaio 1861)
18. Filippo Ferrari (Varese Ligure, 15 agosto 1836), filogranista. In giovane età aderì al movimento della Giovine Italia . Arruolatosi nella spedizione Garibaldina sbarcò a Marsala in data 11 maggio 1860 e partecipò alla presa della città e alle successive battaglie in terra di Sicilia. Il 2 agosto 1860 venne promosso al grado di "Sottotenente di Fanteria" dalla "Segreteria di Stato della Guerra" della città di Palermo.
19. Pietro Giacomo Ferrari (Brescia, 20 marzo 1836 - ivi, 27 settembre 1863)
20. Giovanni Domenico Ferrari (Napoli, 3 gennaio 1805), già luogotenente di vascello di stato maggiore.
21. Paolo Ferrari (Brescia, 2 luglio 1820), tenente pensionato.
22. Pietro Ferrari (Bergamo, 5 agosto 1843 - ivi, 28 agosto 1867)
23. Felice Ferrighi (San Clemente di Valdagno, 5 gennaio 1831 - Cremona, 20 ottobre 1861).
24. Ettore Filippini (Venezia, 30 gennaio 1841), impiegato ferroviario.
25. Giovanni Battista Fincato (Treviso, 19 giugno 1828), parrucchiere.
26. Domenico Finocchietti (Genova, 16 maggio 1830), fu tenente nel 54º fanteria, poi negoziante.
27. Pietro Fiorentini (Verona, 28 giugno 1825 - Milano, 28 dicembre 1861)
28. Edoardo Fiorini (Cremona, 10 dicembre 1835)
29. Pietro Firpo (Genova, 8 gennaio 1838), commerciante.
30. Giuseppe Flessati (Cerea, 9 maggio 1830 - Legnago, 14 marzo 1861)
31. Luigi Fogliati (Molvena, maggio 1820 - Maddaloni, 1º ottobre 1860), orefice.
32. Marco Folin (Venezia, 12 marzo 1831), muratore.
33. Giuseppe Fontana (Trento, 12 novembre 1824), commerciante.
34. Giovanni Foresti (Pralboino, 18 aprile 1842), impiegato ferroviario.
35. Luigi Formiga (Mantova, 25 novembre 1840), operaio.
36. Arcangelo Fornarolli (? 1840 - Donada (RO), 1928), bonificatore e proprietario terriero
37. Antonio Forni (Palermo, 17 gennaio 1806), maggiore delle piazze in riposo.
38. Luigi Forni (Pavia, 1837 - ivi, 8 aprile 1861)
39. Giovanni Fossa (Genova, 28 ottobre 1838)
40. Guglielmo Franzoni (Parma, 26 gennaio 1842), bracciante.
41. Paolo Frascada Belfiore (Vigevano, 22 maggio 1840)
42. Francesco Frediani (Massa, 14 maggio 1829), già sottotenente nei bersaglieri, impiegato postale egiziano al Cairo, iscritto nella tesoreria di Lecce.
43. Antonio Bartolomeo Frigo (Montebello Vicentino, 7 aprile 1832), albergatore.
44. Giovanni Froscianti (Collescipoli, 20 novembre 1811), possidente; stretto collaboratore di Garibaldi.
45. Angelo Luigi Fumagalli (Bergamo, 20 giugno 1838), ([Milano]), 1900, meccanico.
46. Antonio Fumagalli (Bergamo, 15 gennaio 1842 - Napoli, 24 maggio 1861), sottotenente nel 19º fanteria.
47. Angelo Enrico Fumagalli (Senago, 13 settembre 1826 - 21 novembre 1869)
48. Giuseppe Fusi (Pavia, 11 novembre 1840), commesso di studio.
49. Vincenzo Fuxa (Palermo, 28 gennaio 1820), già maggiore di fanteria in aspettativa, ivi residente, impiegato allo Stabilimento agricolo.
50. Ferdinando Franchini Tonoli (Trobiolo di Roè Volciano 1841, soldato garibaldino, combattente dal 27 maggio 1860. Marzala. Contadino.

### G

Gramignano Efisio

1. Raffaele Gabrielli (Roma, 30 gennaio 1835)
2. Francesco Gadioli (Libiola, 16 febbraio 1839), iscritto sulla Tesoreria di Roma, cameriere.
3. Antonio Gaffini (Milano, 27 novembre 1832), domestico.
4. Eugenio Gaffuri (fu Fortunato) (Brivio, 21 ottobre 1830 – Bergamo, 1871), inquadrato nell'VIII Compagnia perché residente a Bergamo.
5. Federico Gagni (Bergamo, 11 dicembre 1837), fruttivendolo.
6. Antonio Alessandro Galetto (Genova, 30 ottobre 1838)
7. Sebastiano Galigarsia (Favignana, 28 ottobre 1820 - Calatafimi, 15 maggio 1860), era un fornaio costretto ad anni esilio per le sue idee. Rivide Favignana a bordo del "Lombardo", ma non riuscì a tornare a casa.
8. Giacinto Galimberti (Milano, 5 luglio 1832 - Cantù, 17 novembre 1869), impiegato alla cassa di risparmio.
9. Giuseppe Carlo Galimberti (Milano, 10 gennaio 1834), agente commerciale.
10. Carlo Galli (Pavia, 16 novembre 1837), cambia valute.
11. Giovanni Battista Galleani (Genova, 1º febbraio 1843), commerciante.
12. Luigi Francesco Galleani (Genova, 15 agosto 1840 - Napoli, 3 ottobre 1860), luogotenente di stato maggiore (divisione Sirtori).
13. Pietro Galloppini (Borgosesia, 25 marzo 1839), cameriere d'albergo.
14. Barnaba Gamba (Zogno, 15 maggio 1824 - Bergamo, 5 giugno 1861)
15. Giuseppe Gambino (Voltri, 1838 - Genova, 1861)
16. Emanuele Gandolfo (Genova, 12 febbraio 1841), commerciante.
17. Guido Garbinati (Vicenza, 1837 - ivi, 1 marzo 1874), agente privato
18. Gaetano Garibaldi (Genova, 21 maggio 1840)
19. Giovanni Stefano Agostino Garibaldi (Genova – Palermo, 27 maggio 1860)
20. Giuseppe Garibaldi (Nizza, 4 luglio 1807 - Caprera, 2 giugno 1882), agricoltore, deputato alla Camera, generale comandante della Spedizione dei Mille.
21. Menotti Garibaldi (Mostardas, 22 settembre 1840), figlio maggiore del generale Garibaldi; fu deputato al Parlamento.
22. Giovanni Garibaldo (Genova, 24 ottobre 1838 - 6 maggio 1871)
23. Giuseppe Marino Garibotto (Genova, 4 agosto 1840)
24. Giovanni Andrea Gasparini (Carrè, 8 marzo 1831), medico chirurgo non esercente.
25. Giovanni Battista Gasparini (Sandrigo, 17 marzo 1836), tenente nell'esercito.
26. Cesare Gastaldi (Neviano degli Arduini, 15 marzo 1838), bracciante.
27. Giuseppe Giovanni Battista Gastaldi (Porto Maurizio, 24 maggio 1833), capitano marittimo.
28. Cesare Gattai (Livorno? – Calatafimi, 15 maggio 1860)
29. Stefano Gatti (Mantova, 24 settembre 1840-Ferrara, 29 aprile 1918), capitano nell'esercito e senatore.
30. Giovanni Costanzo Zaccheo Gattinoni (Bergamo, 10 luglio 1837 - Palermo, 29 maggio 1860)
31. Daniele Gazzo (Padova, 5 novembre 1821 - tragitto da Messina a Napoli, 1º ottobre 1860)
32. Domenico Gera (Longare, 1844 - Milano, 20 settembre 1870)
33. Omero Gerard (Livorno?, 1835 - ivi, 23 novembre 1861)
34. Giuseppe Gervasio (Genova, 3 marzo 1837 - ivi, 14 gennaio 1871), macchinista
35. Luigi Ghidini (Bergamo, 15 settembre 1839 - ivi, 20 agosto 1867)
36. Giovanni Battista Ghiglione (Genova, 14 settembre 1838), sottotenente nel 3º granatieri a riposo.
37. Francesco Antonio Ghigliotti (Genova, 7 novembre 1829), parrucchiere.
38. Goffredo Ghirardini (Asola, 27 febbraio 1841 - 1913), notaio.
39. Giuseppe Ghislotti (Comun Nuovo[53], 29 novembre 1841[53]), avvocato.
40. Pietro Giacomelli (Noventa Vicentina, 4 agosto 1836 - Tribano 1º giugno 1908), capitano medico.
41. Nicola Giambruno (Genova, 8 agosto 1839)
42. Raffaele Felice Gianfranchi (Genova, 13 gennaio 1841)
43. Angelo Giuseppe Gilardelli (Pavia, 1837 - Palermo 1860)
44. Girolamo Gilieri (Porto Legnago, 11 luglio 1825 - Palermo, 1860)
45. Giovanni Giola (Alessandria il 13 novembre 1814, residente a Torino, giornaliere.
46. Giovanni Girolamo Giudice (Codevilla, 14 marzo 1829 - fiume Po, 2 novembre 1862), sottotenente di fanteria.
47. Luigi Giovanni Giulini (Cremona, 31 maggio 1835), ingegnere nelle ferrovie, inquadrato nell'VIII Compagnia perché residente a Bergamo.
48. Egisto Edoardo Giunti (Livorno, 13 luglio 1832), legatore di libri.
49. Giuseppe Ambrogio Giupponi (Seriate, 26 maggio 1838)[59], possidente.
50. Giovanni Giuriolo (Arzignano, 2 aprile 1839), avvocato.
51. Giuseppe Giusta (Asti, 25 dicembre 1832), tenente nel 69º fanteria.
52. Giuseppe Gnecco (Genova, 1824 - Talant, 29 gennaio 1871)
53. Coriolano Gnesutta (Latisana, 9 maggio 1839), fornaio.
54. Ermogene Gnocchi (Ostiglia, 18 gennaio 1819), pensionato, già luogotenente nel treno.
55. Domenico Goglia (Pozzuoli, 25 marzo 1830 - Pozzuoli, 25 novembre 1912), capitano commissario nell'esercito.
56. Antonio Goldberg (Pest?, 1826? - Sorrento o Salerno?, 1862?)
57. Giuseppe Gorgoglione (Genova, 29 novembre 1840), ebanista.
58. Pietro Gotti (Bergamo, 10 ottobre 1841), vetturale.
59. Giuseppe Grafigna (Genova, 22 aprile 1826), oste.
60. Leonardo Gramaccini (Senigallia, 4 gennaio 1827), calzolaio.
61. Stefano Efisio Gramignano (Cagliari, 4 maggio 1833), macchinista.
62. Innocente Gramignola (Robecco d'Oglio, 11 aprile 1834 - Peschiera, 1868), capitano nel 31º fanteria.
63. Francesco Grandi (Tempio, 5 luglio 1842 - Roma, 1934), intarsiatore.
64. Giovanni Granucci (Calci, 13 dicembre 1838 - Lamon, 1º dicembre 1914), tenente colonnello della milizia mobile.
65. Giovanni Battista Giuseppe Griggi (Pavia, 17 gennaio 1834), segretario nell'Intendenza di Finanza.
66. Edoardo Griguolo Basso (Chioggia, 27 novembre 1840)
67. Emilio Gritti (Cologno al Serio[53], 2 dicembre 1843[53]), tenente nel regio esercito.
68. Giacomo Griziotti (Corteolona, 11 maggio 1823 - Arena Po, 20 novembre 1871), colonnello nell'esercito.
69. Carlo Grosso (Cuorgnè, 1842 - Santa Maria Capua Vetere, settembre 1860)
70. Giuseppe Gruppi (Pavia, 20 aprile 1840), impiegato privato.
71. Giuseppe Enrico Gualandris (Almenno San Bartolomeo, 8 ottobre 1822), disegnatore.
72. Francesco Guarnaccia (Venezia, 21 luglio 1832)
73. Carlo Guazzoni (Brescia, 7 aprile 1841), rigattiere.
74. Carlo Guida (Soresina, 3 ottobre 1840), studente; poi ingegnere.
75. Antonio Guidolin (Castelfranco Veneto, 9 novembre 1833)
76. Luigi Gusmaroli (Mantova, 28 maggio 1811 - La Maddalena, 27 febbraio 1871), ex-sacerdote.
77. Giuseppe Guzzago (Sant'Alessandro, 31 maggio 1842), macellaio.

### H

Bergamo 1910. L'ex capitano Ettore Filippini ad un raduno dei reduci dei Mille

1. Edoardo Herter (Treviso, 2 febbraio 1834, Tapalquè, 12 dicembre 1889), medico, emigrato in Patagonia.

### I
1. Francesco Imbaldi (Milano, 10 marzo 1835 - Palermo, 25 giugno 1860)
2. Natale Agostino Giuseppe Imperatori (Lugano, 1º aprile 1830) - 30 giugno 1909, cartolaio a Lugano, dopo l'impresa tentò un attentato a Napoleone III[60].
3. Alessandro Angelo Incao (Costa di Rovigo, 9 giugno 1837), albergatore.
4. Carlo Luigi Invernizzi (Bergamo, 9 febbraio 1827), scrivano.
5. Pietro Gerolamo Invernizzi (Bergamo, 29 giugno 1833), libraio.
6. Enrico Isnenghi (Rovereto, 7 luglio 1831), orologiaio, inquadrato nell'VIII Compagnia perché residente a Bergamo.

### L
1. Giuseppe La Masa (Trabia, dicembre 1819), generale in riposo.
2. Stanislao Lamenza (Saracena, 3 gennaio 1812 - Palermo, 27 maggio 1860), dopo i moti del 1848, aveva subito oltre dieci anni di detenzione nei bagni penali; morì in combattimento.
3. Giulio Cesare Lampugnani (Nerviano, 3 marzo 1827 - Palermo, ottobre 1860)
4. Giuseppe Lampugnani (Milano, 26 febbraio 1836), cameriere.
5. Angelo Domenico Lavezzi (Belgioioso, 20 febbraio 1827 - Arena Po, 10 ottobre 1871)
6. Giorgio Lazzarini (Livorno, 13 dicembre 1840), fornaio.
7. Giovanni Battista Lazzaroni (Bergamo, 31 dicembre 1836), falegname.
8. Giuseppe Leonardi (Riva di Trento, 6 giugno 1840), scrivano presso uno studio di notaio.
9. Angelo Salvatore Lerna (Martina Franca, 6 maggio 1840), scultore e pittore locale.
10. Tommaso Sante Lertora (Genova, 1º novembre 1836 - ivi, 10 luglio 1877), oste.
11. Giovanni Lighezzolo (Posina, 25 giugno 1833 - Palermo, 11 giugno 1861)
12. Giuseppe Lippi (Motta di Livenza, 24 agosto 1837)
13. Venceslao Lorenzi (Bergamo, 18 novembre 1824 - 12 novembre 1871), paratore di chiese.
14. Alessandro Lucchini (Bergamo, 5 aprile 1841), agente di negozio.
15. Giuseppe Giovanni Battista Lucchini (Bergamo, 20 settembre 1841), impiegato notarile.
16. Agostino Lurà (Bergamo, 2 gennaio 1842), era un capomastro; divenne un ricco imprenditore edile.
17. Giovanni Battista Lusiardi (Acquanegra Cremonese, 22 luglio 1831 - 3 agosto 1871)
18. Riccardo Luzzatto (Udine, 4 febbraio 1842), studente, poi avvocato e deputato.

### M

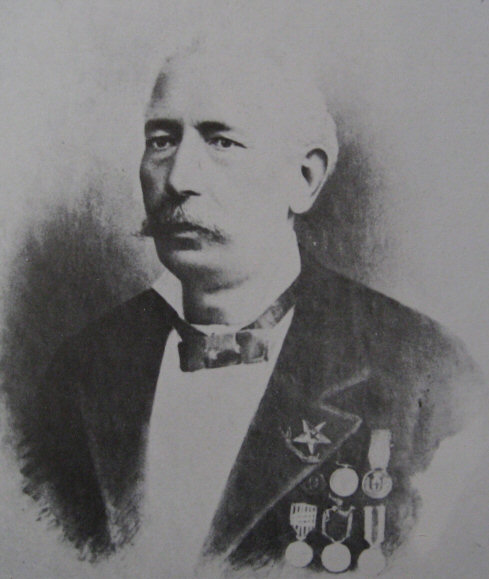
Bartolomeo Marchelli (1895 ca.)

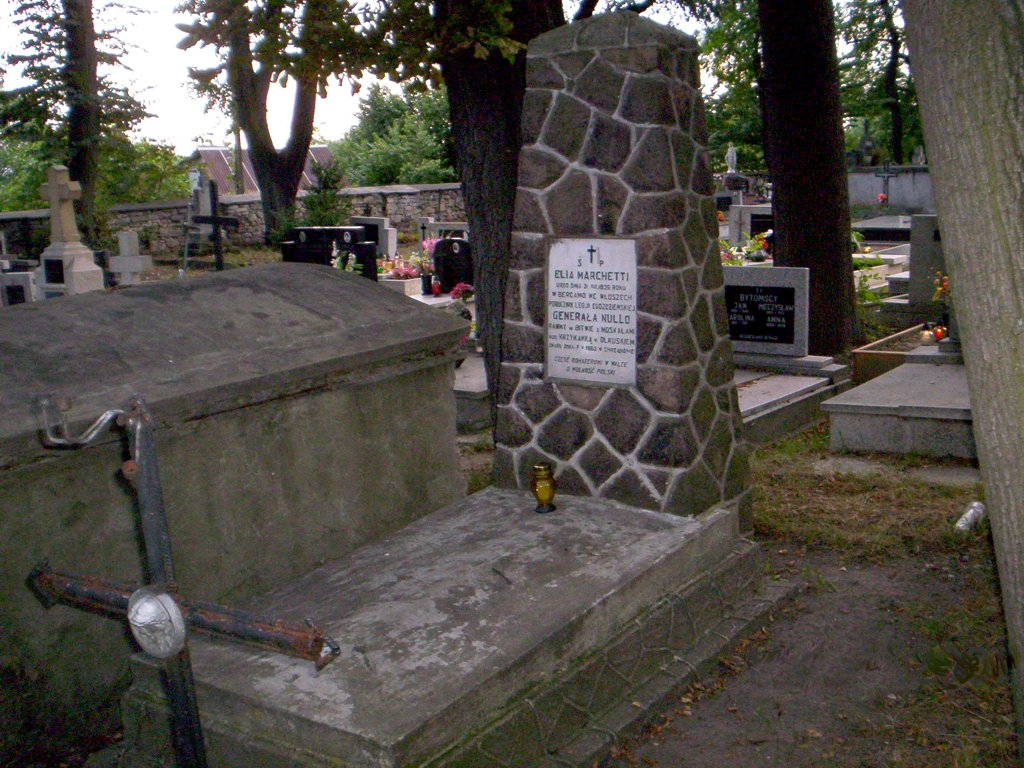
La tomba di Stefano Elia Marchetti e Francesco Nullo a Chrzanów, in Polonia

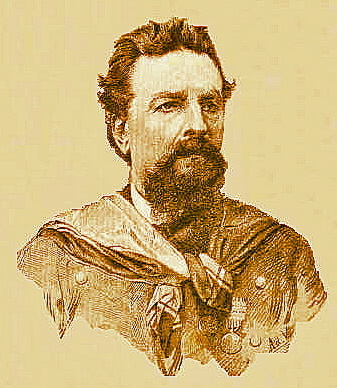
Giacomo Medici

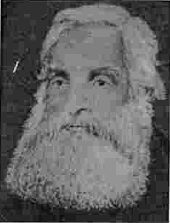
Nicolò Mignogna

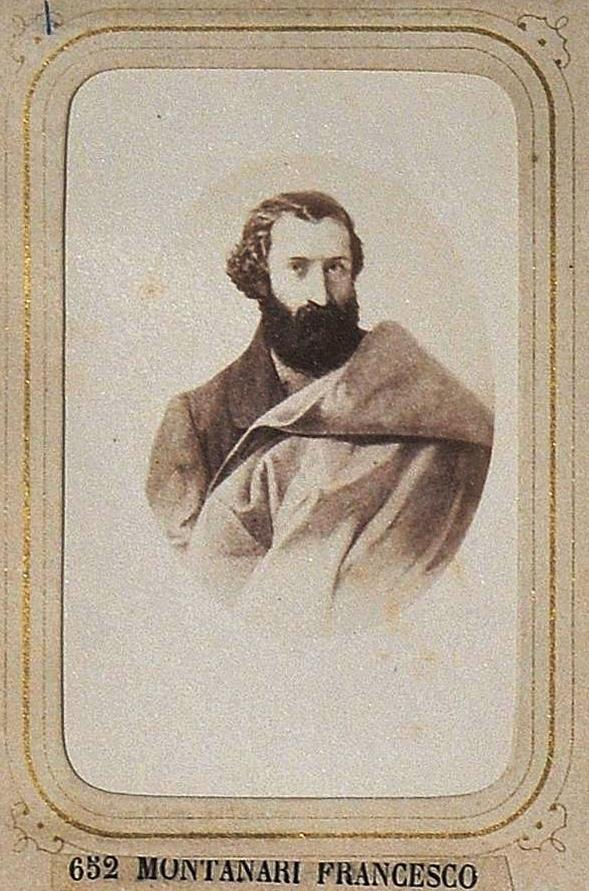
Francesco Montanari

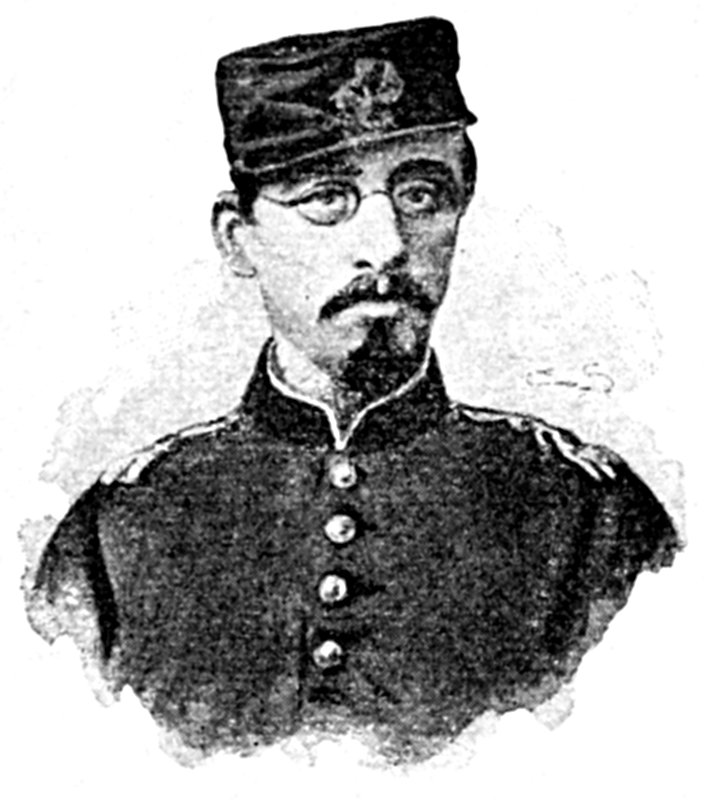
Carlo Mosto

1. Guglielmo Macarro (Sassello, 24 aprile 1841), negoziante.
2. Ferdinando Maestroni (Soresina, 19 settembre 1838), studente, poi ingegnere e possidente.
3. Luigi Jacopo Maffioli (Livorno, 1830 - 22 aprile 1870), facchino.
4. Giovanni Maggi (Treviglio[53], 2 novembre 1841[53]), meccanico.
5. Carlo Giuseppe Magistretti (Milano, 1833 - Genova, 31 luglio 1860)
6. Giuseppe Magistris (Budrio, 11 aprile 1819 - ivi, 3 maggio 1868), barbiere.
7. Francesco Magliacani (Castel del Piano, 12 giugno 1842), cuoco.
8. Luigi Magni (Parma, 8 febbraio 1840)
9. Michele Magnoni (Rutino, 2 dicembre 1829), proprietario; appartenente a una famiglia di cospiratori.
10. Alessio Maironi (Bergamo, 28 dicembre 1841 - Calatafimi, 1860)
11. Eugenio Maironi (Bergamo, 11 settembre 1830) sottotenente nel 61º fanteria, possidente.
12. Achille Majocchi (Milano, 3 novembre 1821), perse un braccio a Calatafimi, tenente colonnello e poi deputato al Parlamento.
13. Luigi Malatesta (Genova, 9 febbraio 1832)
14. Pietro Malatesta (Genova, 4 gennaio 1837 - Alessandria d'Egitto, 18 febbraio 1877)
15. Moisè Maldacea (Foggia, 1822), divenne tenente colonnello dell'esercito.
16. Carlo Malinverno (Calvatone, 4 marzo 1816), panettiere.
17. Rosalia Montmasson (Saint-Jorioz, 12/6/1825 - Roma 10/11/1904), nativa nella Savoia al tempo parte del regno di Sardegna (il territorio annesso alla Francia nel 1861, poco prima della spedizione) e moglie di Francesco Crispi, poi ripudiata; fu l'unica donna a far parte della spedizione.
18. Giovanni Enrico Mamoli (Lodi Vecchio, 25 giugno 1839)
19. Filippo Manci (Povo, 1839 - Milano, 8 luglio 1869), possidente, morto in manicomio.
20. Pasquale Giovanni Mannelli (Livorno, 26 agosto 1835), muratore.
21. Giovanni Battista Manenti (Chiari, 26 novembre 1840)
22. Pietro Leopoldo Manenti (Vidigulfo, 12 febbraio 1839), negoziante.
23. Giorgio Manin (Venezia, 5 maggio 1831), colonnello di stato maggiore pensionato, figlio del più noto Daniele.
24. Augusto Manneschi (Siena, 1826)
25. Antonio Mantovani (San Martino dall'Argine, 13 novembre 1828), capitano pensionato.
26. Achille Mapelli (Monza, 6 dicembre 1840), studente, poi avvocato e deputato.
27. Clemente Mapelli (Bergamo, 17 ottobre 1843)
28. Luigi Marabello (Vicenza, 11 maggio 1821)
29. Angelo Marabotti (Pisa, 9 febbraio 1839), carraio.
30. Giacomo Maragliano (Genova, 23 luglio 1834), commerciante.
31. Giuseppe Marenesi (Bergamo, 30 ottobre 1830), impiegato ferroviario.
32. Bartolomeo Marchelli (Ovada, 24 agosto 1834 - Nervi, 16 febbraio 1903), prestigiatore girovago.
33. Giovanni Marchesi (Genova, 8 agosto 1834), garzone droghiere.
34. Giovanni Battista Marchesi (Torre de' Roveri, 15 giugno 1841), calzolaio.
35. Pietro Samuele Marchesi (Covo[53], 5 luglio 1836[53] - Golasecca, 22 luglio 1871)
36. Luciano Marchesini (Vicenza – Calatafimi, 1860), barbiere.
37. Stefano Elia Marchetti (Bergamo, 10 settembre 1839 - Chrzanów, 7 maggio 1863) morì nel corso della spedizione di volontari in Polonia con Francesco Nullo.
38. Giuseppe Marchetti (Chioggia, 24 agosto 1849 – Napoli, 16 maggio 1877), il più giovane partecipante alla spedizione; morì molto giovane di tisi.
39. Luigi Giuseppe Marchetti (Ceneda-Vittorio - futura Vittorio Veneto, 29 marzo 1816 - Campo Ligure, 1861), medico; padre del precedente.
40. Gerolamo Marcone (Genova, 1822 - ivi), già luogotenente nei veterani a riposo.
41. Giuseppe Marconzini (Ronco all'Adige, 27 aprile 1837), agente di campagna.
42. Giuseppe Francesco Margarita (Cuggiono, 25 gennaio 1841), studente, poi medico.
43. Gerolamo Margheri (Sarteano, 29 gennaio 1841 - Massa Marittima, 1865)
44. Giovanni Battista Marin (Conegliano, 27 luglio 1833), calzolaio.
45. Desiderio Lorenzo Mario (Marsiglia, 12 marzo 1838), maestro di scuola privata.
46. Luigi Martignoni (Lodi, 7 maggio 1827 – Calatafimi, 31 maggio 1860)
47. Clemente Martinelli (Milano, 8 aprile 1837 - Calatafimi, 15 maggio 1860)
48. Ulisse Martinelli (Viadana, 31 ottobre 1839), domestico.
49. Gaetano Mascolo (Casola di Napoli, 12 febbraio 1828 - ivi, 21 marzo 1871) bottaio e cospiratore.
50. Giuseppe Masnada (Ponte San Pietro, 26 febbraio 1816 - ivi, 19 novembre 1861)
51. Giovanni Battista Maspero (fu Pietro), (Como, 12 maggio 1835 - Milano, 17 gennaio 1861), regio impiegato
52. Angelo Mattioli (Parma, 12 agosto 1837, bracciante.
53. Domenico Mauro (San Demetrio Corone, 17 dicembre 1812 - Firenze, 14 gennaio 1873),cospiratore, esule e letterato; dopo la spedizione fu deputato al Parlamento.
54. Raffaele Michele Mauro (Cosenza, 23 ottobre 1814), possidente; fratello del precedente.
55. Antonio Mayer (Orbetello, 28 luglio 1837), caffettiere.
56. Giuseppe Mazzola (Bergamo, 20 dicembre 1840), orefice.
57. Ferdinando Mazzoli (Venezia, 19 maggio 1837), regio pensionato.
58. Luigi Mazzucchelli (fu Giuseppe), (Cantù, 15 gennaio 1834), residente a Como, avvocato, già capitano nel 44º fanteria.
59. Alessandro Natale Medici (Bergamo, 24 dicembre 1840)- (Oneglia, 31 luglio 1889), commerciante
60. Antonio Medicina (Genova, 30 marzo 1814 - ivi, 26 settembre 1860)
61. Marco Melchiorazzo (Bassano, 24 marzo 1840), scrivano privato.
62. Gustavo Meneghetti (Treviso, 30 novembre 1841 - ivi, 13 novembre 1861)
63. Domenico Menin (Camponogara, 8 ottobre 1843), studente; poi ingegnere.
64. Cesare Menotti (Modena?)
65. Domenico Merello (Genova, 24 marzo 1828 - Albissola Marina, marzo 1877)
66. Francesco Antonio Merigone (Gibilterra, 18 aprile 1836), operaio di fonderia.
67. Augusto Merighi (Mirandola, 17 ottobre 1836 - Castelleone 23 agosto 1920), negoziante.
68. Alfio Merlino (Reggio Calabria, 24 maggio 1818), caffettiere.
69. Leopoldo Meschini (Sarteano, 14 febbraio 1828), già fornaciaio, ora venditore di mignatte.
70. Stefano Giuliano Messaggi (Milano[53], 21 maggio 1840[53] - Custoza, 24 giugno 1866), luogotenente nei granatieri, era di famiglia trevigliese[53] morì durante la battaglia di Custoza, pluridecorato.
71. Giulio Pietro Mezzera (Bergamo, 7 aprile 1842), calzolaio.
72. Luigi Miceli (Longobardi, 30 giugno 1824), deputato al Parlamento.
73. Cesare Michieli (Campolongo al Torre, 7 settembre 1838 - Cervignano del Friuli, 19 ottobre 1889), ingegnere.
74. Giuseppe Migliacci (Montepulciano, 22 gennaio 1835), bachicoltore.
75. Nicola Mignogna (Taranto, 28 dicembre 1808 - Giugliano, 31 gennaio 1870)
76. Angelo Milani (Anguillara Veneta, 5 novembre 1834), già tenente di fanteria.
77. Giovanni Milani (Padova, 25 luglio 1841), falegname.
78. Girolamo Milesi (Bergamo, 19 giugno 1836), legatore di libri.
79. Alessandro Mina (Gussola, 12 marzo 1835), possidente.
80. Mansueto Minardi (Ferrara, 8 gennaio 1836)
81. Luigi Minnicelli (Rossano, 13 agosto 1827)
82. Martino Natale Minotti (Milano, 25 dicembre 1832), impiegato al Monte di Pietà.
83. Filippo Minutilli (Grumo Appula, 12 maggio 1813 - Messina, 30 luglio 1864), divenne colonnello nell'esercito.
84. Giacomo Miotti (Feltre, 4 agosto 1830), pensionato.
85. Giuseppe Missori (Bologna, 20 novembre 1829), possidente; fu uno degli eroi della spedizione, soprattutto per aver salvato Garibaldi a Milazzo; rimase sempre repubblicano.
86. Mansueto Misuri (Livorno, 1840), meccanico.
87. Quirino Mojola (Rovereto, 1818 - San Casciano, 15 aprile 1871)
88. Giuseppe Molena (Venezia, 18 aprile 1827), commesso di studio.
89. Giosuè Molinari (Calvisano, 21 novembre 1838), mediatore.
90. Giuseppe Molinari (Venezia, 5 giugno 1837), impiegato di ferrovia.
91. Francesco Antonio Mona (Milano, 13 giugno 1836 - 29 aprile 1870)
92. Enrico Moneta (Milano, 23 giugno 1841), commerciante, (già) sottotenente nel 20º fanteria. Fratello del premio Nobel per la pace Ernesto Teodoro Moneta.
93. Paolo Giovanni Mongardini (Bergamo, 24 febbraio 1838 - ivi, 6 luglio 1871)
94. Andrea Montaldo (Genova - Calatafimi, 21 maggio 1860)
95. Achille Giacomo Montanara (Milano, 17 novembre 1842), lavorante in oggetti di cuoio.
96. Francesco Montanari (Mirandola, 22 marzo 1822 - 9 giugno 1860), cospiratore mazziniano, ingegnere. Morì per le ferite di Calatafimi.
97. Pietro Giovanni Battista Montarsolo (Genova, 5 luglio 1842 - 16 settembre 1871)
98. Francesco Montegrifo (Genova, 1835 - ivi, 26 settembre 1861)
99. Giovanni Battista Monteverde (San Terenzo, 9 gennaio 1831 - Lerici, 1897)
100. Rosalia Montmasson (Saint-Jorioz, 12 giugno 1825 - Roma, 10 novembre 1904), unita con Francesco Crispi in matrimonio poi riconosciuto irregolare. Fu l'unica donna tra i Mille.
101. Giovanni Battista Morasso (Genova, 1840 - marzo 1867).
102. Luigi Moratti (Castiglione delle Stiviere, 26 dicembre 1818 - Ceresara, 14 gennaio 1877), maggiore di fanteria e possidente.
103. Giacomo Giovanni Morelli, recte Giacomo Giovanni Marelli (Bagnolo Mella, 19 giugno 1833), tintore.
104. Alcibiade Goffredo Moretti (Roncaro, 31 dicembre 1830)
105. Virginio Cesare Moretti (Brescia, 11 agosto 1843)
106. Alfonso Luigi Morgante (Tarcento, 8 agosto 1835), avvocato.
107. Rocco Morgante (Fiumara, 5 ottobre 1805), farmacista, cospiratore, detenuto politico, divenne maggiore dell'esercito.
108. Giuseppe Giovanni Mori (Bergamo, 13 maggio 1840), commerciante.
109. Romolo Mori (Civitavecchia, 25 ottobre 1835), impiegato commerciale.
110. Marco Antonio Moro (Brescia, 26 ottobre 1832), mediatore di seta.
111. Vittorio Moroni (Zogno, 2 febbraio 1828 - ivi, 2 ottobre 1867)
112. Giovanni Alessandro Mortedo (Livorno, 24 aprile 1836)
113. Pompeo Giuseppe Moscheni (Bergamo, 28 febbraio 1836), pizzicagnolo.
114. Antonio Mosto (Genova, 12 luglio 1834 - ivi, 1880), commerciante, comandante dei Carabinieri Genovesi.
115. Carlo Mosto (Genova, 17 aprile 1836 - Sicilia, 25 maggio 1860), studente, fratello di Antonio Mosto, morto in combattimento a Parco.
116. Bartolo Mottinelli (Brescia, 10 giugno 1833), mediatore.
117. Giuseppe Muro (Milano, 18 agosto 1837 - San Nazaro, settembre 1878), luogotenente nel 33º fanteria, inquadrato nell'VIII Compagnia perché residente a Bergamo, pluridecorato.
118. Giuseppe Mustica (Palermo, 15 febbraio 1818), possidente.

### N

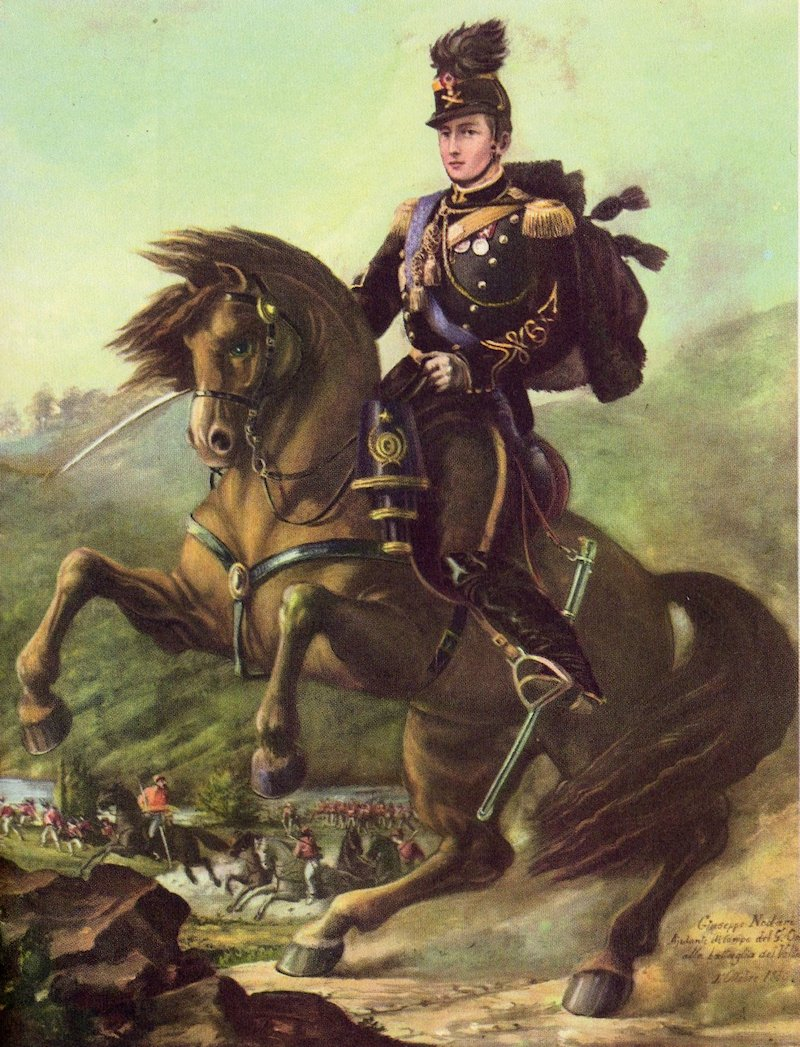
Giuseppe Nodari, autoritratto

1. Giuseppe Naccari (Palermo, ivi 1860)
2. Ermenegildo Nardi (Parma, 29 dicembre 1824 - 7 aprile 1867)
3. Mauro Natali (Bergamo, 15 gennaio 1836 - ivi, novembre 1861)
4. Lorenzo Navone (Genova, 4 maggio 1837), marittimo.
5. Enrico Giulio Negri (Bergamo, 24 luglio 1843), impiegato alla Banca Nazionale.
6. Stefano Nelli (Carrara, 31 maggio 1837)
7. Gregorio Emanuele Nicolazzo (Platania, 18 aprile 1828 - ivi, 12 dicembre 1861)
8. Fermo Nicoli (Bergamo, 9 agosto 1826 - Calatafimi, 15 maggio 1860).
9. Pietro Nicoli (Bergamo, 29 marzo 1822 - ivi, 15 gennaio 1861)
10. Ippolito Nievo (Padova, 1830 - mar Tirreno 4-5 marzo 1861), scrittore.
11. Giuseppe Nodari (Castiglione delle Stiviere, 25 gennaio 1841 - ivi, 23 marzo 1898), studente, poi medico; era anche pittore (lasciò taccuini con schizzi e acquerelli delle varie fasi dell'impresa).
12. Enrico Novaria (Pavia, 1832 - Bezzecca, 21 luglio 1861), possidente
13. Luigi Novaria (Pavia, 1827 - ivi, luglio 1861), possidente.
14. Feliciano Novelli (Agugliano, 1º giugno 1833 - Chiaravalle, 1º maggio 1918), marinaio.
15. Francesco Nullo (Bergamo, 1º marzo 1826 - Olkusz, 5 maggio 1863), con Francesco Cucchi, fu il principale artefice degli arruolamenti a Bergamo, primo garibaldino ad entrare in Palermo. Morì durante la spedizione che condusse in Polonia in aiuto degli insorti anti russi.
16. Giuseppe Nuvolari (Roncoferraro, 26 febbraio 1820 - ivi, 17 luglio 1897), proprietario.

### O
1. Andrea Oberti (Bergamo, 16 ottobre 1830 - ivi, 22 settembre 1861)
2. Giovanni Oberti (Bergamo, 1836 - Vasto, 16 febbraio 1861), volontario
3. Ignazio Occhipinti (Palermo, 12 gennaio 1823), medico.
4. Angelo Oddo (Reggio di Calabria, 24 ottobre 1826), dentista.
5. Giuseppe Oddo (Palermo, 1806), colonnello pensionato.
6. Stefano Tedeschi Oddo (Alimena, 29 maggio 1836-Palermo 12 maggio 1882), tenente medico.
7. Antonio Ognibene (Orbetello, 12 luglio 1834 - ivi, 13 febbraio 1871)
8. Stefano Olivieri (Genova, 10 ottobre 1840), macellaio.
9. Pietro Olivieri (Alessandria, 25 giugno 1835), capitano di fanteria del distretto militare di Salerno.
10. Bernardo Orlandi (Carrara, 31 marzo 1836), ricevitore del lotto.
11. Giuseppe Orlando (Palermo, 14 marzo 1820), ingegnere navale e macchinista del Lombardo.
12. Vincenzo Giordano Orsini (Palermo, 1815), maggior generale a riposo.
13. Antonio Ottavi (Reggio Emilia, 15 agosto 1831 - Custoza, 24 giugno 1861), capitano nel 36º fanteria.
14. Nicolò Ottone (Genova, 6 giugno 1818), già maggiore di piazza in aspettativa; ora capitano marittimo.

### P

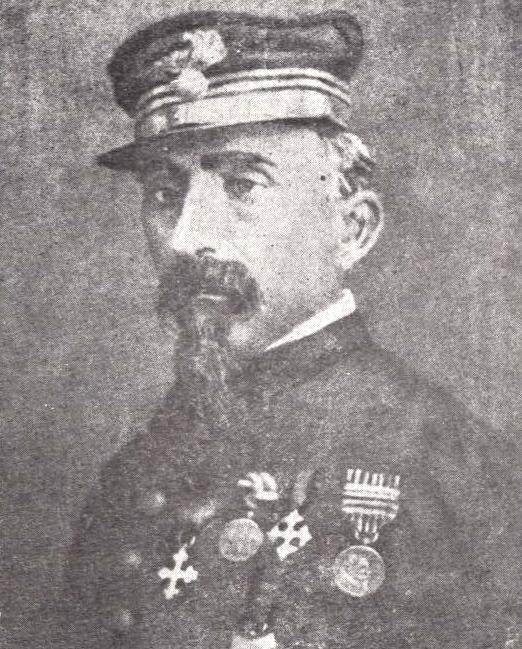
Giambattista Pentasuglia

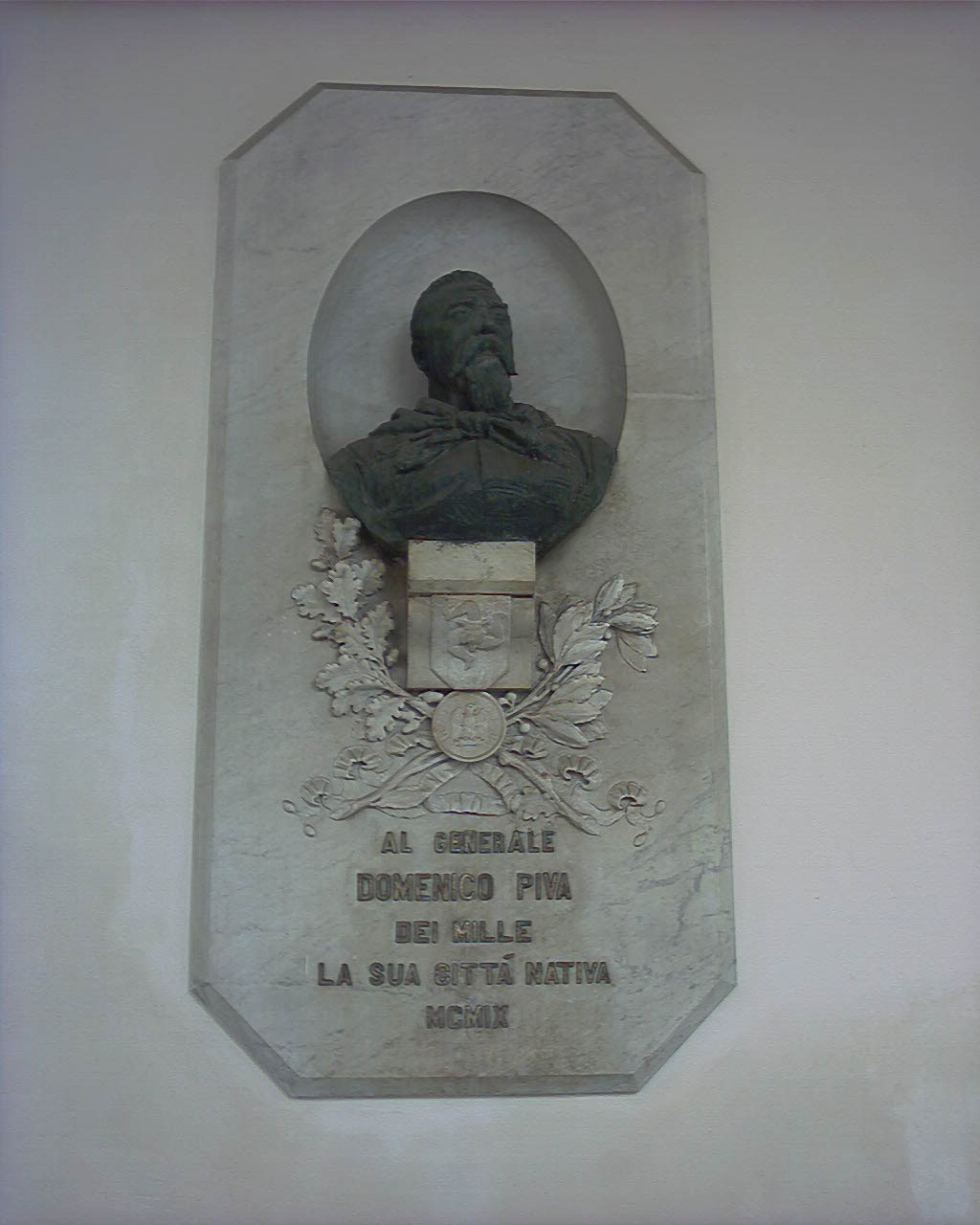
Lapide commemorativa di Domenico Piva, presso la palazzina del Corpo di Guardia, detta anche Gran Guardia, a Rovigo.

1. Marco Paccanaro (Este, 1842 - Livorno, 14 ottobre 1864)
2. Andrea Pacini (Bientina, 1º ottobre 1822 - Livorno, 5 luglio 1871), panettiere.
3. Vincenzo Padula (Padula, 16 ottobre 1831 - Barcellona di Sicilia, 29 agosto 1860), prete e cospiratore, in esilio dopo la spedizione fallita di Pisacane, morì per le ferite in battaglia.
4. Tito Paffetti (Orbetello, 25 aprile 1842 - Arcidosso, 15 novembre 1870)
5. Antonio Pagani (fu Giuseppe), (Como, 5 ottobre 1833 - ivi, 26 ottobre 1871), sottotenente nel 7º fanteria, poi tessitore.
6. Costantino Pagani,  (Borgomanero, 15 gennaio 1837 - Calatafimi, 15 maggio 1860), ex-luogotenente di fanteria, disertore dell'esercito sabaudo, si arruolò sotto il falso nome di Costantino De Amicis e morì in battaglia.
7. Giovanni Pagani (Tagliuno, 4 gennaio 1845), garzone farmacista.
8. Lazzaro Martino Pagano (Genova, 11 novembre 1828), proprietario.
9. Tommaso Pagano (Genova, 22 gennaio 1838 - 4 marzo 1868)
10. Mario Palizzolo (Trapani, 14 gennaio 1823), colonnello di fanteria in riposo.
11. Palmiro Palmieri (Montalcino, 2 marzo 1841 - Orbetello, 3 aprile 1871
12. Antonio Panciera (Castelgomberto, 1º gennaio 1840), possidente.
13. Alessandro Panseri (Bergamo, 13 febbraio 1838), agente di studio.
14. Aristide Panseri (Bergamo, 3 settembre 1842), fabbricante di mobili.
15. Eligio Panseri (fu Francesco) (Bulciago, 27 maggio 1833 – morto per ferite a Palermo, 27 maggio 1860)
16. Giuseppe Panseri (Bergamo, 24 febbraio 1843), falegname.
17. Antonio Parrino, registrato erroneamente come Antonino Parini, (Palermo, 15 agosto 1838), marinaio, poi ufficiale di porto di 1ª classe.
18. Andrea Cesare Paris (Pinerolo, 11 aprile 1820-1875)
19. Giuseppe Parodi (Genova, 4 agosto 1842)
20. Tommaso Parodi (Genova, 8 novembre 1791), maggiore di piazza.
21. Giuseppe Giacobbe Parpani (Bergamo, 3 marzo 1836), possidente.
22. Giovanni Pasini (Scandolara Ravara, 27 dicembre 1835), capitano nel 64º reggimento fanteria.
23. Pietro Pasquale (Sagliano Micca, 10 luglio 1832), negoziante.
24. Agostino Pasquinelli (Zogno, 1º maggio 1840), giornalista.
25. Giacinto Pasquinelli (Livorno, 1840 - ivi, 4 luglio 1867), macellaio.
26. Giuseppe Passano (Genova, 29 settembre 1842), commerciante.
27. Domenico Passeri (Spoleto, agosto 1832), macellaio.
28. Filippo Patella (Agropoli, 25 marzo 1817), ex-sacerdote poi insegnante e preside di Liceo a Napoli.
29. Roberto Patresi (Legnago, 25 gennaio 1804 - 3 aprile 1877), maggior generale pensionato.
30. Giuseppe Paulon (Barcis, 3 febbraio 1842 - post 1910), venditore di vino.
31. Ippolito Pavanini (Rovigo, 22 marzo 1839), possidente.
32. Giuseppe Pavesi (Milano, 29 luglio 1840 - Calatafimi, 15 maggio 1860)
33. Leonardo Ercole Pavesi (Linarolo, 15 marzo 1835), garzone tabaccaio.
34. Urbano Pavesi (Albuzzano, 24 agosto 1842 - 27 aprile 1907), possidente, ingegnere.
35. Giacomo Lorenzo Pavoni (Alzano Lombardo, 1843 - ([Caserta]), 1861)
36. Annibale Ulisse Pedotti (fu Paolo) (Laveno, 13 maggio 1831 - morto combattendo la battaglia del Volturno, 1º ottobre 1860)
37. Giacomo Pedrazza (Zanè, 9 dicembre 1833 - Thiene, 9 maggio 1900), possidente.
38. Costantino Pedrali (Bergamo, 17 marzo 1842), calzolaio.
39. Antonio Pellegrino (Palermo, 17 gennaio 1828), procuratore di Case commerciali.
40. Lorenzo Pellerano (Rapallo, 4 luglio 1811) facchino.
41. Giovanni Pendola (Genova, 7 marzo 1836), falegname.
42. Giovanni Battista Pentasuglia (Matera, 3 novembre 1821), ispettore generale dei telegrafi.
43. Biagio Perduca (Pavia, 1835 - Milano, 13 febbraio 1871)
44. Paolo Carlo Giuseppe Tobia Peregrini (Capiago Intimiano, 18 aprile 1842 - ivi, 15 gennaio 1873), nobile, luogotenente nel 50º fanteria.
45. Valeriano Perelli (Milano, 10 ottobre 1821), luogotenente nel 34º fanteria.
46. Samuele Perico (Scano al Brembo, 15 gennaio 1839), giornaliere.
47. Luigi Perla (Bergamo il 20 settembre 1839 - Talant il 21 gennaio 1871), sottotenente nel 61º fanteria.[61]
48. Giovanni Pernigotti (Bosco Marengo, 15 novembre 1842)
49. Giuseppe Peroni (Soresina, 1º novembre 1840),  studente, poi ingegnere.
50. Luigi Perotti (Torino, 22 luglio 1829), già luogotenente nei reali carabinieri, ora impiegato all'Ospizio di Carità.
51. Emilio Perselli (San Daniele del Friuli, 26 aprile 1832 - ivi, 21 agosto 1870), indoratore.
52. Eugenio Pescina (Borgo San Donnino, 15 maggio 1843), scritturale.
53. Francesco Pesenti (Piazzo Basso, 18 ottobre 1828), lavorante in lingerie.
54. Giovanni Pesenti (Bergamo, 10 luglio 1825), lavandaio.
55. Maria Giuseppe Pessolani (Atena Lucana, 27 febbraio 1807 - ivi, 23 novembre 1871), maggiore a riposo.
56. Giuseppe Petrucci (Livorno, 6 luglio 1842), meccanico.
57. Giovanni Battista Pezza (Alleghe, 1º gennaio 1838), capitano alla Direzione del Genio militare.
58. Pietro Pezzuti (Polcenigo, 20 novembre 1837), calzolaio.
59. Pietro Piai (Treviso, 23 aprile 1842), bracciante.
60. Pietro Pianeri (Lograto, 10 ottobre 1828 - Palermo, 1860)
61. Bruce Piantanida (Bergamo, 3 settembre 1840), agente spedizioniere.
62. Giovanni Piantoni (Milano, 15 giugno 1839), sarto.
63. Giovanni Battista Picasso (Genova, 11 settembre 1839 - Custoza, 24 giugno 1861)
64. Daniele Piccinini (Pradalunga, 3 giugno 1830) - Tagliacozzo, 1889. Partecipò ai primi moti di Bergamo, fece scudo a Garibaldi nella battaglia di Calatafimi, pluridecorato, negoziante di terre cotte. Morì in un incidente di caccia.
65. Enrico Piccinini (Albino, 16 maggio 1831)
66. Raffaele Piccoli (Castagna (CZ), 10 ottobre 1819), repubblicano irriducibile, morto suicida.
67. Raffaele Pienovi (Genova, 21 luglio 1822), mediatore.
68. Augusto Pierotti (Livorno, 14 giugno 1839), tintore.
69. Giovanni Palmiro Pierotti (Livorno, 1831), navicellaio.
70. Desiderato Pietri (Bastia - Calatafimi, 15 maggio 1860), il primo dei caduti.
71. Lorenzo Pietroboni (Treviso, 9 agosto 1826)
72. Antonio Pievani (fu Giovan Battista) (Tirano, 19 settembre 1837), ivi residente, possidente e dottore in matematica, poi prese i voti ed entrò in convento.Antonino Plutino

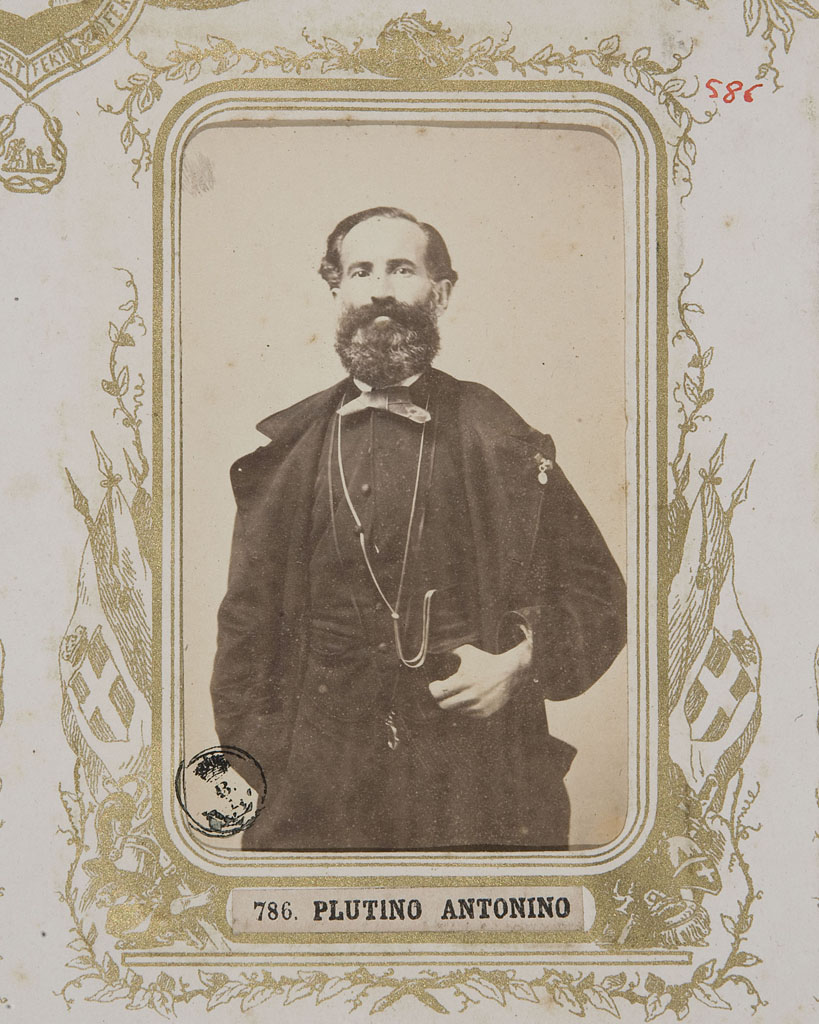
Antonino Plutino

73. Gian Domenico Pigazzi (Padova, 30 marzo 1836), mediatore.
74. Giuseppe Pilla (Conegliano, 2 dicembre 1822), calzolaio non più esercente.
75. Antonio Pini (Grosseto, 27 febbraio 1835 - ivi, 3 settembre 1870)
76. Pacifico Pini (Isola del Giglio, 23 giugno 1826), marinaio.
77. Pietro Pirolli (Verona, 21 luglio 1821), maggiore pensionato.
78. Luigi Pistoja (Subiaco, 27 febbraio 1831), muratore.
79. Marco Pistoja (Palermo, 23 marzo 1827), bettoliere.
80. Domenico Piva (Rovigo, 3 dicembre 1825), colonnello nell'esercito.
81. Remigio Piva (Rovigo, 28 febbraio 1840), ingegnere, ora ricevitore del R. Lotto.
82. Lodovico Pizzagalli (Bergamo, 6 aprile 1840), scrivano.
83. Carlo Plona (Venezia, 9 febbraio 1834), ufficiale in ritiro.
84. Giovanni Battista Plona (Brescia, 2 maggio 1818 - ivi, 31 agosto 1863)
85. Antonino Plutino (Reggio Calabria, 10 dicembre 1811 - Roma, 25 aprile 1872), luogotenente colonnello di fanteria in aspettativa.
86. Giuseppe Poggi (Genova, 1824 - Barcellona Pozzo di Gotto, 30 luglio 1860)
87. Carlo Poleni (Bergamo, 11 luglio 1833 - ivi, 4 luglio 1870)
88. Giovanni Battista Poletti (Albino, 22 novembre 1840), impiegato all'impresa ferroviaria, e già ufficiale dell'esercito.
89. Giuseppe Polidori (Montone, 1º aprile 1836 - Città di Castello, 5 giugno 1861)
90. Giacomo Poma (Trescore, 1º novembre 1838), insegnante.
91. Francesco Attilio Ponviani (Bergamo, 20 gennaio 1838), possidente.
92. Ilario Porta (Orbetello, 27 giugno 1838), cocchiere.
93. Antonio Portioli (Scorzarolo, 17 gennaio 1840), avvocato.
94. Augusto Povoleri (Treviso, 23 aprile 1838 - 12 marzo 1870), studente, poi medico, suicida in mare.
95. Gaetano Giovanni Pozzi (Pavia, 15 ottobre 1846), impiegato privato.
96. Paolo Preda (Milano, 6 maggio 1844), commesso di studio.
97. Ireneo Preis, recte Prex (Firenze, 17 dicembre 1835), impiegato al cantiere.
98. Luigi Premi (Casalmoro, 8 gennaio 1838 - 16 febbraio 1905), capitano nell'esercito.
99. Enrico Presbitero (Orta Novarese, 4 ottobre 1839 - Milano, 29 novembre 1871)
100. Luigi Prignacchi (Fiesse, 26 maggio 1840), sottotenente.
101. Luigi Prina (Villafranca di Verona, 20 dicembre 1830 - ivi, 25 marzo 1877), mediatore.
102. Angelo Profumo (San Francesco d'Albaro - Calatafimi, 15 maggio 1860)
103. Giuseppe Profumo (Genova -Reggio Calabria, 1860)
104. Giovanni Pullido (Polesella, 26 luglio 1832), trafficante.
105. Paolo Giuseppe Punta (Novi Ligure, 1841 - ivi, 15 novembre 1864)

### Q
1. Antonio Quarenghi (Villa d'Almè, 5 settembre 1843), possidente.
2. Carlo Emanuele Quezel (Genova, 18 aprile 1837 - Sorrento, 5 marzo 1871)

### R
1. Antonio Raccuglia (Palermo, 31 dicembre 1815), possidente.
2. Antonio Radovich (Spresiano, 1º maggio 1837), ex-sottotenente nel 65º fanteria.
3. Francesco Ragusin (Venezia, 20 giugno 1821), capitano del 53º fanteria in ritiro.
4. Luigi Raimondi (fu Giovanni) (Castellanza, 8 settembre 1824), residente in Milano, portinaio.
5. Alessandro Raimondo (Alba, 15 febbraio 1832), possidente.
6. Felice Raj (Soresina, 15 ottobre 1830), studente, poi medico.
7. Mansueto Ramponi (Canonica d'Adda[53], 22 dicembre 1838[53]), operaio
8. Matteo Riccardo Rasia (Cornedo Vicentino, 27 gennaio 1842 - ivi, 17 gennaio 1864)
9. Paolo Luigi Raso (Sarzana, 3 dicembre 1832), panattiere.
10. Antonio Davide Ratti (Vignate, 19 marzo 1830), mediatore.
11. Eugenio Ravà (Reggio Emilia, 1º maggio 1840), commerciante; dopo la spedizione partì per l'America per partecipare alla guerra di secessione a fianco degli unionisti.
12. Luciano Raveggi (Orbetello, 13 dicembre 1837 - Siena, 29 aprile 1899), imprenditore.
13. Carlo Ravetta (Milano, 5 aprile 1841), oste.
14. Luigi Ravini (Cavenago d'Adda, 25 marzo 1839, residente a Roma, studente; poi avvocato.
15. Enrico Razetto (San Francesco di Albaro, 2 gennaio 1840), proprietario.
16. Giuseppe Rebuschini (fu Girolamo), (Dongo, 1º gennaio 1839), residente a Besozzo, studente; poi ingegnere.
17. Angelo Giovanni Rebeschini (Venezia, 15 agosto 1836 - Milano, 24 novembre 1868)
18. Andrea Rebuzzone (Genova, 9 ottobre 1836)
19. Domenico Repetto (Tagliolo Monferrato, 1º agosto 1829 - 18 novembre 1871)
20. Innocente Eugenio Retaggi (Milano, 16 novembre 1831), sarto.
21. Giovanni Battista Riccardi (Bergamo, 7 ottobre 1838 - 22 dicembre 1871), scrivano
22. Carlo Ricci (Pavia, 9 febbraio 1841 - ivi, 29 novembre 1871)
23. Enrico Ricci (Livorno, 7 marzo 1835)
24. Gustavo Giuseppe Ricci (Livorno, 17 febbraio 1839), fornaio.
25. Pietro Armentario Ricci (Pavia, 31 luglio 1841), studente, poi notaio.
26. Filippo Riccioni (Ligonchio, 26 maggio 1836), giornaliere.
27. Enrico Eugenio Richiedei (Salò, 4 settembre 1833 - Palermo, 28 maggio 1860), morì sulle barricate di Palermo.
28. Daniele Ricotti (Landriano, 27 marzo 1837), medico.
29. Edoardo Rienti (fu Carlo), (Como, 30 novembre 1834), residente a Milano, agente di commercio.
30. Giovanni Battista Rigamonti (Pavia, 23 giugno 1838), calzolaio.
31. Raffaele Righetto (Chiampo, 10 febbraio 1838), ingegnere, possidente.
32. Luigi Rigoni (Vicenza, 29 novembre 1823), cameriere.
33. Raffaele Rigotti (Malo, 2 settembre 1839 - Pavia, 21 agosto 1861), possidente.
34. Giuseppe Rino (Messina, 4 marzo 1839), marinaio.
35. Pietro Ripari (Solarolo Rainerio, 20 luglio 1802), medico; fu anche deputato nella I legislatura.
36. Giuseppe Luigi Rissotto (Genova, 9 febbraio 1836), negoziante, e già ufficiale del regio esercito.
37. Anselmo Riva (di Angelo), (Casatenovo, Mentana, 1867), agricoltore possidente.
38. Celestino Riva (Pontida, 23 settembre 1839), calzolaio.
39. Giuseppe Riva (Milano, 11 aprile 1828), cameriere.
40. Luigi Riva (Palazzolo dello Stella, 26 luglio 1837), agente commerciale.
41. Luigi Isidoro Riva (Agordo, 11 ottobre 1842), fattorino della Banca Nazionale di Belluno.
42. Francesco Rivalta (Palmaro di Pra', 3 novembre 1833), scrivano di prima classe d'intendenza militare.
43. Raffaele Rivosecchi, detto Arigosetti (Cupra Marittima, 7 maggio 1829 - ivi, 16 luglio 1861), marinaio.
44. Luigi Rizzardi (Brescia, 16 aprile 1835), possidente.
45. Tommaso Attilio Rizzotti (Roncoferraro, 8 aprile 1837), possidente; dimissionario nel 1867 dal grado di ufficiale nei cavalleggeri di Lodi, ai quali apparteneva fin dal 1861.
46. Caterino Felice Rizzi (Isola Porcarizza, 28 agosto 1842), residente a Montagnana.
47. Marco Pompeo Rizzi (Milano, 29 settembre 1833), direttore della sede di Reggio Calabria della Banca Nazionale.
48. Antonino Rizzo (Trapani, 20 febbraio 1824 - Palermo, 21 maggio 1860)
49. Gaetano Roccatagliata (Genova – Palermo)
50. Carlo Rodi (Bosco Marengo, 1801 - Fresonara, 22 febbraio 1861)
51. Giovanni Battista Roggierone (Genova – Villa Gualtieri, Maddaloni, 1º ottobre 1860), morto in combattimento.
52. Giuseppe Romanello (Arquata Scrivia, 18 marzo 1839 - Calatafimi, 24 maggio 1860)
53. Tommaso Romani (Pisa, 13 marzo 1828), sarto.
54. Tommaso Roncallo (Genova, 11 novembre 1838), commerciante.
55. Vincenzo Rondina (Livorno, 28 marzo 1837), messo esattoriale.
56. Filippo Ronzoni (Brescia, 13 novembre 1837 - 24 dicembre 1861)
57. Pietro Giuseppe Rosani, pseudonimo Giulio Rossi (Napoli, 16 maggio 1838), scrivano privato, già soldato nel 19º reggimento nel 1859
58. Giovanni Rossetti (Trebaseleghe, 14 aprile 1836), avvocato.
59. Andrea Rossi (Diano Marina, 14 agosto 1814), capitano marittimo, fu con Garibaldi fin da Montevideo.
60. Antonio Rossi (Governolo, 30 settembre 1835 - Siracusa, 11 giugno 1871), commesso di prima classe alle sussistenze militari in Casale.
61. Luigi Rossi (Pavia, 8 febbraio 1839), cappellaio.
62. Pietro Rossi (Viterbo, 1820 - Castel Giorgio, 24 giugno 1871), fece parte del gruppo Zambianchi.
63. Francesco Rossignoli (Bergamo, 1º aprile 1840), impiegato privato.
64. Carlo Rossotti (Chieri, 25 marzo 1834)
65. Luigi Rota (fu Giuseppe) (Bosisio Parini, 29 aprile 1838), residente a Cassano d'Adda
66. Carlo Maria Luigi Rota (Alzano Lombardo), 9 ottobre 1842 - Bergamo, 14 novembre 1871), scrivano
67. Giuseppe Carlo Rota Rossi (Caprino Bergamasco, 6 maggio 1833 - Campobasso, 1863), partecipò ai primi moti di Bergamo, entrato nell'esercito regolare fu capitano nel 35º fanteria; trucidato con il suo plotone dai ribelli a S. Croce di Mogliano (CB).
68. Luigi Carlo Maria Rota (Alzano Maggiore, 12 luglio 1841 - Salerno, 20 settembre 1861), luogotenente nel 18º fanteria.
69. Carlo Rovati (Pavia, 17 settembre 1836), sellaio.
70. Giuseppe Rovatti  (o Rovati) (Mirandola, 15 gennaio 1826 - 5 febbraio 1871), calzolaio; a causa di una condanna fu escluso dalla pensione.
71. Giuseppe Roveda (Milano, 2 dicembre 1839), commesso di studio.
72. Giulio Rovighi (Carpi, gennaio 1830), commerciante e imprenditore.
73. Francesco Sperandio Ruggeri (Bergamo, 23 luglio 1833), fruttivendolo.
74. Egidio Ruspini (Milano, 12 giugno 1839)
75. Camillo Rutta (Broni, 9 febbraio 1834)

### S
1. Achille Sacchi (fu Antonio), (Gravedona, 15 agosto 1835) farmacista, residente a Bergamo.
2. Achille Leopoldo Sacchi (Pavia, 1840 - Calatafimi, 15 maggio 1860)
3. Eugenio Ajace Sacchi (fu Antonio), (Appiano Gentile, 14 novembre 1839 - Ligornetto, 9 novembre 1869), residente a Bergamo, combatté poi con Francesco Nullo in Polonia nel 1863, fratello del precedente Achille Sacchi (fu Antonio).
4. Lodovico Sacchy ( Sopron, in tedesco Ödenburg, Ungheria - 13 settembre 1826)
5. Antonio Sala (Milano, 13 agosto 1822 - Bergamo, 13 luglio 1898)[46], residente a Bergamo, fabbro ferraio.
6. Lazzaro Salterio (fu Francesco) (Annone di Brianza, 8 luglio 1824), tenente colonnello nell'esercito.
7. Lodovico Salterio (Milano, 22 agosto 1840 - Crema, 23 marzo 1861)
8. Giuseppe Salvadori (Venezia, 27 marzo 1833), regio pensionato.
9. Domenico Sampieri (Adria, 28 aprile 1828), colonnello nel 20º fanteria.
10. Giovanni Battista Sanda (Bergamo, 6 settembre 1828 - ivi, 5 settembre 1877), calzolaio.
11. Ambrogio Sannazaro (Milano, 27 gennaio 1842), pulitore di mobili.
12. Antonio Santelmo (Padula, 25 dicembre 1815), proprietario.
13. Giovanni Saranga (Calcio[53], 7 agosto 1837[53] - Fontanella, 4 gennaio 1882), residente ad Antegnate
14. Giovanni Sartini (Siena, 11 luglio 1837), calzolaio.
15. Eugenio Sartori (Sacile, 15 giugno 1830 - Calatafimi, 15 maggio 1860), possidente.
16. Giovanni Sartori (Corteno Golgi (Bergamo), 27 febbraio 1836 - Genova, 7 febbraio 1917), cameriere.
17. Pietro Giovanni Battista Sartori (Levico, 28 dicembre 1831 - Como, 7 agosto 1870), residente a Bergamo.
18. Giuseppe Luigi Sartorio (Genova – Calatafimi, 15 maggio 1860)
19. Francesco Bartolomeo Savi (Genova, 17 gennaio 1820 - morto suicida nel 1865), intellettuale e attivista mazziniano.
20. Stefano Giovanni Savi (Livorno, 1840 - 3 luglio 1861), navicellaio.
21. Ferdinando Scacaglia (Berceto, 5 dicembre 1823), muratore.
22. Angelo Scaglioni (Corpi Santi, 1842 - Chambéry, 1870), dopo la spedizione attentò alla vita di Napoleone III.
23. Cesare Scaluggia (Cailina di Villa di Cogozzo, ora Cailina di Villa Carcina, 6 dicembre 1837 - San Vigilio di Concesio, 6 maggio 1866)
24. Pietro Scaratti (Medole, 24 dicembre 1840), ex-tenente pensionato.
25. Paolo Scarpa (Latisana, 9 luglio 1839), studente, poi ingegnere; partecipò da ufficiale anche alla III guerra d'Indipendenza.
26. Gaetano Vincenzo Scarpari (Brescia, 7 settembre 1817 - 3 settembre 1867)
27. Michelangelo Scarpari (Botticino Sera, 13 aprile 1818 - Mompiano, 4 dicembre 1875) sottotenente nel 7º fanteria.
28. Pietro Scarpis (Conegliano, 15 novembre 1832), studente; fece poi il notaio.
29. Cesare Scheggi (Firenze, 20 settembre 1833 - Lucca, 2 maggio 1876), barbiere.
30. Simone Schiaffino (Camogli - Calatafimi, 15 maggio 1860), ufficiale di marina mercantile. Dopo la morte in battaglia fu uno degli eroi più celebrati della spedizione.
31. Sante Schiavoni (Santa Maria di Sala, 1827 - Milano)
32. Giovanni Raffaele Schira (Pieve Porto Morone, 1º settembre 1838), capitano nell'esercito.
33. Ildebrando Scipiotti (Mantova, 16 novembre 1832), già ufficiale nel regio esercito.
34. Andrea Scognamillo (Palermo - Genova, 1861)
35. Luigi Scolari (Este, giugno 1837), impiegato straordinario all'Intendenza di Finanza.
36. Ambrogio Scopini (Milano, 1824 - Pavia, 26 giugno 1870)
37. Antonio Scordilli (Venezia, 28 luglio 1820)
38. Carlo Scotti (Verdello[53], 30 giugno 1837[53]), notaio, ha vissuto a Treviglio[53].
39. Cesare Scotti (Medolago, 3 giugno 1834)
40. Lorenzo Giovanni Battista Achille Scotto (Roma, 12 luglio 1836), pittore.
41. Pietro Scotto (Genova, 26 aprile 1841), fonditore di caratteri.
42. Enrico Scuri (Bergamo, 4 giugno 1839 - ivi, 7 aprile 1861)
43. Ferdinando Secondi (Dresano, 29 agosto 1836), possidente.
44. Giovanni Antonio Semenza (Monza, 5 febbraio 1836 - Milano, novembre 1877), avvocato.
45. Ovidio Serino (Carifi 5 aprile 1813), sacerdote.
46. Gioacchino Serra (Fordongianus, 8 maggio 1827 - Allai 23 settembre 1930), Ufficiale Amministrativo Garibaldino già Ufficiale dell'Esercito Sardo, dopo il congedo: proprietario terriero.
47. Jacopo Sgarallino (Livorno, 9 marzo 1826), commerciante, leader dei garibaldini livornesi.
48. Antonio Siliotto (Porto Legnago, 6 agosto 1838), avvocato.
49. Carlo Guido Silva (Bergamo, 17 settembre 1844), commissionario e già Ufficiale dell'Esercito Sabaudo.
50. Antonio Simonetta (Milano – Palermo, 28 maggio 1860)
51. Ignazio Simoni (Medicina, 15 agosto 1826 - Novara, 7 aprile 1862), maggiore nell'esercito.
52. Carlo Sirtoli (Bergamo, 24 dicembre 1838 - Nola, 15 aprile 1876), luogotenente nel 62º fanteria.
53. Melchiorre Sirtoli (Bergamo, 10 febbraio 1819), pittore, e già ufficiale nel regio esercito.
54. Giuseppe Sirtori (fu Giuseppe) (Casate Vecchio, 17 aprile 1813 – Roma, 18 settembre 1871), capo di stato maggiore di Garibaldi, comandante di divisione a Custoza, tenente generale dell'esercito
55. Carlo Giuseppe Sisti (Pasturago, 16 giugno 1841 - ivi, 6 dicembre 1870).
56. Giovanni Battista Egisto Sivelli (Genova, 22 novembre 1843 - 1º novembre 1934), negoziante, ultimo superstite dei Mille.
57. Domenico Socal (Venezia, 24 marzo 1838), filarmonico.
58. Camillo Vincenzo Solari (Genova, 3 giugno 1835)
59. Francesco Solari (nato a Genova?), sottotenente del 42º reggimento fanteria.
60. Luigi Solari (Genova, 26 gennaio 1840), commerciante.
61. Giuseppe Soligo (Treviso, 12 luglio 1826 - Radicofani, 14 settembre, 1861), sottotenente nel 53º fanteria.
62. Ignazio Sora (Bergamo, 25 febbraio 1840), negoziante.
63. Giovanni Saranga (Calcio, 17 agosto 1837), fittabile.
64. Giuseppe Sorbelli (Castel del Piano, 15 luglio 1815 - 4 luglio 1871)
65. Pietro Spangaro (Venezia, 1813), colonnello di fanteria in ritiro.
66. Francesco Speranzini (Mantova, 5 aprile 1840), agricoltore.
67. Pietro Sante Sperti (Livorno, 6 luglio 1837), bracciante.
68. Francesco Sprovieri (Acri, 2 maggio 1826), colonnello nell'esercito, e deputato al Parlamento.
69. Vincenzo Sprovieri (Acri, 20 febbraio 1823), possidente, avvocato, e senatore del Regno.
70. Pietro Stagnetti (Orvieto, 30 aprile 1827)
71. Giuseppe Stefanini (Arcola, 11 gennaio 1846)
72. Innocente Stella (Arsiero, 14 luglio 1837 - Villa Gualtieri, Maddaloni, 1º ottobre 1860), benestante.
73. Antonio Sterchele (Trento, 29 settembre 1883)
74. Achille Strazza (Milano, 1842), capostazione ferroviario.
75. Giuseppe Strillo (nato a Venezia?, 1832), marinaio, sergente a Talamone, nella 4ª compagnia, 15ª divisione, 2º battaglione.
76. Francesco Stocco (Decollatura, 1806), possidente e generale a riposo.

### T
1. Giovanni Tabacchi (Mirandola, 26 settembre 1828), possidente, ingegnere.
2. Rainero Taddei (Reggio Emilia, 4 aprile 1823 - Custoza, 24 giugno 1866), tenente colonnello nel 23º fanteria.
3. Baldassarre Tagliabue (fu Battista) (Como, 22 marzo 1822), residente a Milano, sarto.
4. Pilade Tagliapietra (Motta di Livenza, 11 novembre 1836 - Reggio Calabria, 21 agosto 1860), morto in combattimento.
5. Pietro Tagliavini (Parma, 13 maggio 1833), bracciante.
6. Giuseppe Tamagni (Bergamo, 20 luglio 1840), impiegato ferroviario.
7. Natale Giulio Tambelli (Revere, 10 ottobre 1841), possidente.
8. Antonio Tamburrini (Belgioioso, 29 marzo 1842), droghiere.
9. Giovanni Battista Tamisari (Lonigo, 24 gennaio 1831)
10. Faustino Tanara (Langhirano, 16 febbraio 1833 - 5 ottobre 1871), affittuario.
11. Angelo Tarantini (La Maddalena, 13 dicembre 1836 - 1905), negoziante.
12. Felice Taroni (fu Giacomo) (Urio, 11 aprile 1840), residente a Milano, appaltatore.
13. Vittore Tasca (Brembate, 7 settembre 1821 - Seriate, 21 aprile 1891). Partecipò ai primi moti di Bergamo, avvocato, possidente. Con Francesco Nullo e Francesco Cucchi, fu il principale artefice degli arruolamenti a Bergamo.
14. Giuseppe Taschini (Brescia, 12 maggio 1829 - 17 maggio 1861)
15. Giacomo Tassani (Ostiano, 8 marzo 1819 - Brescia, 4 giugno 1878).
16. Giovanni Battista Tassara (Genova, 24 giugno 1841- 24 giugno 1916, scultore e militante socialista.
17. Edoardo Tatti (Milano, 13 luglio 1838 - Ravenna, 1880. Inquadrato nell'VII Compagnia perché residente a Bergamo.)
18. Luigi Tavella (Brescia, 27 novembre 1843), possidente.
19. Arturo Termanini (Casorate Primo, 24 ottobre 1839), capitano nell'esercito.
20. Giovanni Lorenzo Teruggia (fu Giovanni) (Laveno, 16 maggio 1837), residente a Napoli, commerciante
21. Giacomo Terzi (Capriolo (Italia), 7 luglio 1847 - Brescia, 14 maggio 1864)
22. Luigi Terzi (Bergamo, 2 febbraio 1829 - Palermo, giugno 1860). Morto per le ferite riportate in combattimento, medaglia d'argento.
23. Oreste Terzi (Parma, 20 maggio 1843), libraio.
24. Federico Tessera (Mettone, 24 agosto 1840), studente; fece poi il medico.
25. Giovanni Battista Testa (Genova, 1º luglio 1840), scrittore.
26. Gian Pietro Testa (Bergamo, 12 novembre 1841 - Stazzano, 29 gennaio 1867) possidente.
27. Luigi Testa (Seriate, 2 aprile 1814), Bergamo, 1889. Aveva partecipato alla guerra di Crimea, poi a Solferino e poi attendente di Francesco Nullo in Polonia.
28. Paolo Luigi Testa (Bergamo, settembre 1842), fabbricante di bilance.
29. Rodobaldo Tibaldi (Belgioioso, 1839 - Milano, 17 luglio 1871)
30. Gaspare Tibelli (Bergamo, 15 maggio 1842 - Calatafimi, 15 maggio 1860. Ucciso nel primo assalto, nel giorno del suo 18º compleanno, accanto al portaordini Adolfo Biffi di anni 13.
31. Giovanni Tigre (Venezia, 9 maggio 1825)
32. Giovanni Battista Tirelli (Maleo, 28 aprile 1820 - Milano, 10 gennaio 1878), già capitano delle Guide pensionato, e cavallerizzo.
33. Giovanni Battista Tironi (Bergamo, 19 luglio 1834), sarto, fratello di Giuseppe.
34. Giuseppe Tironi (Chiuduno, 12 dicembre 1831 - Portici 1896), trombettiere, poi tenente nella milizia mobile.
35. Oreste Tofani (Livorno, 26 agosto 1844), facchino.
36. Alessandro Toja (Gizzeria, 23 settembre 1822 - ivi, 20 settembre 1866)
37. Domenico Tolomei, recte Domenico Lattanzi (Collepardo, 11 luglio 1833), possidente.
38. Angelo Tommasi (Siviano, 29 settembre 1839- Bergamo, 1878). Ferito a Calatafimi e a Palermo. Residente a Bergamo, sarto.
39. Bortolo Tommasi (Siviano, 3 maggio 1830- Bergamo, 1902). Fratello di Angelo e residente a Bergamo, pluridecorato, fabbricante di reti.
40. Gaetano Tommasini (Vigatto, 15 aprile 1842), bracciante.
41. Giovanni Battista Tonatto (Montagnana, 4 ottobre 1828), girovago.
42. Achille Toni-Bazza (Volciano, 17 luglio 1837 - Preseglie, 8 agosto 1863)
43. Raniero Egidio Tonissi (Grosseto, 30 giugno 1842), garzone di caffè.
44. Giovanni Topi (Firenze, 1831), facchino.
45. Pompeo Torchiana (Cremona, 17 ottobre 1822), ingegnere; luogotenente del Genio fino all'agosto 1870 e poi dimissionario.
46. Rainerio Torresini (Padova, 12 agosto 1838), diurnista all'Intendenza di Finanza.
47. Giacomo Giovanni Francesco Torri (Brembate di Sotto, 11 aprile 1844 - Napoli, 9 dicembre 1860).
48. Carlo Torri-Tarelli (fu Carlo) (Onno, 26 giugno 1832), dopo l'impresa dei Mille emigrò in Sudamerica e fu console a Montevideo e Buenos Aires, morì a Onno il 14 dicembre 1887;
49. Giuseppe Torri-Tarelli (fu Carlo) Onno di Oliveto Lario 16 giugno 1839, morto a Catanzaro il 28 settembre 1860 per ferite riportate in battaglia;[62]
50. Giuseppe Tozzi (Pavia, 1842 - Bologna, 25 luglio 1861), sottotenente nel 70º fanteria
51. Filippo Tranquillini (Mori, 1837 - Milano, 1879), avvocato.
52. Andrea Traverso (Genova - La Maddalena, 1º novembre 1871)
53. Francesco Traverso (Genova, 19 aprile 1841 - marzo 1928), commerciante.
54. Pietro Traverso (Pra', 6 maggio 1833 - Villa Gualtieri, Maddaloni, 1º ottobre 1860), avvocato.
55. Quirico Traverso (San Quirico Polcevera, 11 marzo 1831 - Villa Gualtieri, Maddaloni, 1º ottobre 1860)
56. Salvatore Travi (Genova, 3 luglio 1842), falegname.
57. Carlo Trezzini (Bergamo, 15 novembre 1844 - ivi, 10 giugno 1863). Ferito a Calatafimi, gli fu amputata una gamba.
58. Tito Trisolini (Napoli, 20 dicembre 1824), medico.
59. Pietro Tronconi (Genzone, 26 aprile 1841), scrivano.
60. Luigi Tukory o Lajos Tüköry (Körösladány - Palermo, 27 maggio 1860)
61. Giulio Emilio Turatti (Pavia, 19 aprile 1843), scrivano.
62. Romeo Turola (Badia Polesine, 27 novembre 1832 - 25 ottobre 1871)
63. Pasquale Turolla, recte Pasquale Turola (Badia Polesine, 3 aprile 1825 - Acqui Terme, novembre 1871)
64. Stefano Türr (Baja, 10 agosto 1825), nel 1864 dimissionario dal grado di tenente generale nel regio esercito.

### U
1. Luigi Ungar-Curti (Lonigo, 1837), macchinista.
2. Davide Cesare Uziel (Venezia, 25 gennaio 1835), commerciante.
3. Enrico Uziel (Venezia, 13 ottobre 1842 - Palermo, 28 maggio 1860), sensale.

### V
1. Giuseppe Vaccaro (Santa Maria di Bacezza, 30 marzo 1832), cavista.Carlo Valcarenghi

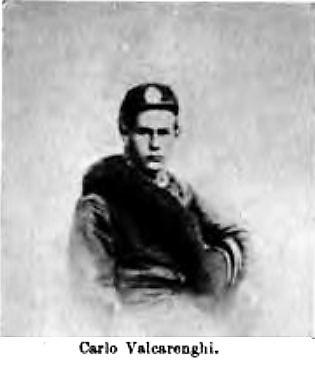
Carlo Valcarenghi

2. Carlo Giuseppe Pietro Vago (Milano, 14 febbraio 1840)
3. Carlo Vagner (Meilen, 15 agosto 1837), contadino.
4. Angelo Romeo Vaj (Casorate Primo, 15 giugno 1844 - Calatafimi, 15 maggio 1860), fornaio.
5. Giovanni Vajani (Soresina, 22 novembre 1843), commerciante.
6. Carlo Valcarenghi (Tornata, 8 maggio 1836 - Palermo, 7 giugno 1860)
7. Giuseppe Vincenzo Valder (Varese, 13 dicembre 1840 - Custoza, 1861)
8. Carlo Angelo Valenti (Casalmaggiore, 18 febbraio 1839), viaggiatore di commercio.
9. Carlo Giuseppe Valenti (Bergamo, 15 settembre 1840 - Palermo, 28 maggio 1860). Morto per le ferite riportate in battaglia.
10. Lorenzo Valenti (Livorno, 1831 - Siena, 2 luglio 1872)
11. Pietro Valentini (Brescia, 14 luglio 1831 - ivi, 16 gennaio 1871), fotografo.
12. Carlo Valenzio (Montefalcone di Val Fortore, 31 dicembre 1839 - Napoli, 1º gennaio 1919), Reduce del Corpo dei Cacciatori delle Alpi.
13. Alessandro Valoncini (Bergamo, 19 dicembre 1836), Bergamo 1924. Falegname.
14. Ferdinando Valtolina (Caponago, 1819 - Milano, 4 agosto 1871)
15. Giuseppe Valugani (fu Giuseppe) (Tirano, 6 giugno 1825 – Milano, 5 giugno 1866).
16. Angelo Vannucci (Livorno, 24 agosto 1839), bracciante.
17. Giuseppe Secondo Vecchio (Trebecco, 1º settembre 1835), bracciante.
18. Pietro Achille Vecchio (Pavia, 29 novembre 1842 - ivi, 21 settembre 1877), calzolaio.
19. Giovanni Velasco (Orbetello), pescatore
20. Nicolò Maria Velasco (Trapani, 2 novembre 1810), fu sospettato di essere una spia borbonica e privato della medaglia dei Mille.
21. Eugenio Giovanni Battista Ventura (Rovigo, 16 gennaio 1835), già sensale, dal 1º maggio 1873 impiegato postale governativo.
22. Pietro Ventura (Genova, 11 settembre 1837), ebanista.
23. Ernesto Venturini (Chioggia, 23 aprile 1839), impiegato ferroviario.
24. Venanzio Venzo (Lugo di Vicenza, 20 ottobre 1839), dopo la spedizione fu ufficiale di fanteria. In seguito divenne un agiato imprenditore edile nella Roma capitale.
25. Antonio Vian (Palermo, 5 marzo 1836), già luogotenente di piazza in aspettativa.
26. Francesco Luigi Domenico Vicini (Livorno): in realtà sembra che il nome fosse utilizzato da un'altra persona la cui vera identità è sconosciuta.
27. Giuseppe Viganoni (Bergamo, 28 settembre 1828 - ivi, 7 marzo 1861)
28. Francesco Vigo Pelizzari (Vimercate, 1836 - Mentana, 1867)
29. Leonino Vinciprova (Salerno - Torre Annunziata, 1874), maggiore di fanteria in aspettativa.
30. Lorenzo Viola (Brescia, 4 febbraio 1836 - 9 settembre 1871)
31. Bartolomeo Vitale (Palermo, 7 luglio 1840), marinaio, poi capitano marittimo.
32. Giacomo Vittori (Montefiore dell'Aso, 1808 - 2 dicembre 1871)
33. Giuseppe Volpi (Lovere, 4 ottobre 1843 - Monte Suello, 1861). Morto per le ferite riportate in battaglia (3ª guerra d'Indipendenza).
34. Pietro Paolo Carlo Volpi (Zogno, 18 marzo 1843), ivi, 1911. Ferito a Calatafimi. Possidente.

### Z
1. Ferdinando Zago-Crovato (Rovigo, 10 gennaio 1825 - Cagliari, 1º febbraio 1861)
2. Antonio Zamarioli (Lendinara, 6 dicembre 1820), contadino.
3. Angelo Zambeccari (Padova, 1834)
4. Cesare Annibale Zambelli (Bergamo, 6 febbraio 1828 - Palermo, 1860). Morto per le ferite riportate in battaglia.
5. Francesco Zamparo (Tolmezzo, 17 settembre 1844), impiegato al Dazio Consumo.
6. Giacinto Zanardi (Pavia, 1833 - Foligno, 28 aprile 1871), regio impiegato (commissario di leva).
7. Camillo Zancani (Egna, 23 agosto 1820), commesso di studio.
8. Carlo Zanchi (Alzano Maggiore, 10 maggio 1839 - ivi, 13 novembre 1863). Ferito gravemente a Calatafimi.
9. Luigi Pietro Zanetti (Venezia, 1843), sorvegliante ai lavori stradali.
10. Napoleone Zanetti (Padova, 14 febbraio 1837 - Venezia), 24 aprile 1893), industriante.
11. Luigi Zanini (Villafranca di Verona, 28 settembre 1823)
12. Riccardo Zanni (Ancona, 6 dicembre 1835), fornaciaio.
13. Attilio Zanolli (Vezzano, 22 agosto 1827), possidente.
14. Emilio Zasio (Pralboino, 27 marzo 1831 - 23 dicembre 1869), capitano nel 6º granatieri.
15. Gaetano Zen (Adria, 23 febbraio 1822 - 28 maggio 1867), dottore in medicina.
16. Vincenzo Zennaro (Chioggia, 7 giugno 1837 - Palermo, 1860), calafato.
17. Pietro Zenner (Vittorio, 8 marzo 1838 - Reggio Calabria, 1860).
18. Giuseppe Giovanni Ziggiotto (Sossano, 17 ottobre 1841), macchinista nella ferrovie.
19. Giovanni Battista Zignego (Portovenere, 5 aprile 1824), marinaio.
20. Francesco Ziliani (Travagliato, 11 febbraio 1832), medico chirurgo.
21. Carlo Zanetti, recte da  Carlo Zinetti, (Sedrina, 24 novembre 1840), commerciante, possidente.
22. Achille Zocchi (Pavia, 10 giugno 1840)
23. Giuseppe Zolli (Venezia, 27 luglio 1838), regio professore e memorialista.
24. Cesare Zoppi (Verona, 1º agosto 1844), diurnista all'ufficio comunale.
25. Gaetano Zuliani (Venezia, 1826 - 6 luglio 1868), barcaiolo.
26. Enrico Matteo Zuzzi, recte Enrico Mattia Zuzzi, (Codroipo, 19 febbraio 1838- ivi, 11 novembre 1921), medico.

## Il progetto “Alla ricerca dei garibaldini scomparsi”

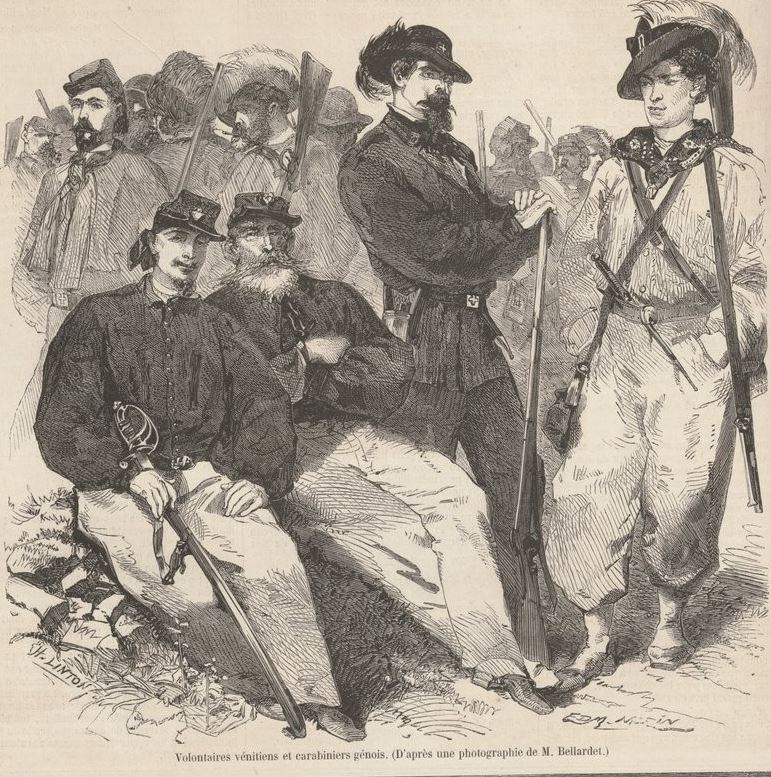
volontari garibaldini

L'Archivio di Stato di Torino ha intrapreso una campagna per il censimento dei garibaldini dimenticati, ricercandone i nominativi e altre informazioni tra la documentazione che è stato possibile reperire al riguardo e relativa alla costituzione di uno dei più grandi eserciti volontari della storia d’Italia. 
La ricerca storiografica ha concentrato quasi sempre tutta la sua attenzione sui nomi dei circa primi 1 000 volontari garibaldini, anche se alla fine della campagna Garibaldi aveva ai suoi ordini circa 50 000 volontari, che costituivano l’Esercito dell’Italia Meridionale.
Al momento sono stati registrati circa 35 000 nominativi, che è possibile rintracciare consultando la voce “Garibaldini” nel portale dell'Archivio di Stato di Torino. La ricerca dei nominativi dei volontari garibaldini è ancora in atto attraverso i dati dell’Archivio di Stato di Torino: Mille di Marsala, Esercito Italia Meridionale, Archivio Militare di Sicilia e Archivio di Stato di Genova: Prefettura di Genova, Matrici di passaporti rilasciati a Genova ai volontari partiti successivamente alla prima Spedizione di Garibaldi.
Nel portale sono presenti anche altre banche dati di corpi militari dell’epoca e di periodi successivi.